# Náměstí Rynok (Lvov)
Rynok je centrální náměstí v historické části města Lvov. Má obdélníkový tvar a rozměry 142 × 129 metrů. Z každého jeho rohu vycházejí dvě navzájem kolmé ulice, které původně končily u hradeb. Uprostřed náměstí stojí radnice s věží. Po obvodě Rynku je 44 domů reprezentujících různé architektonické styly od renesance až po modernismus. V rozích náměstí jsou čtyři fontány (kašny) ze začátku 19. století, uprostřed nich stojí sochy představující mytologické postavy: Neptuna, Dianu, Amfitrítu a Adonise. V roce 1998 byl Rynok a celé Staré město zapsáno na seznam světového dědictví UNESCO.

## Dějiny

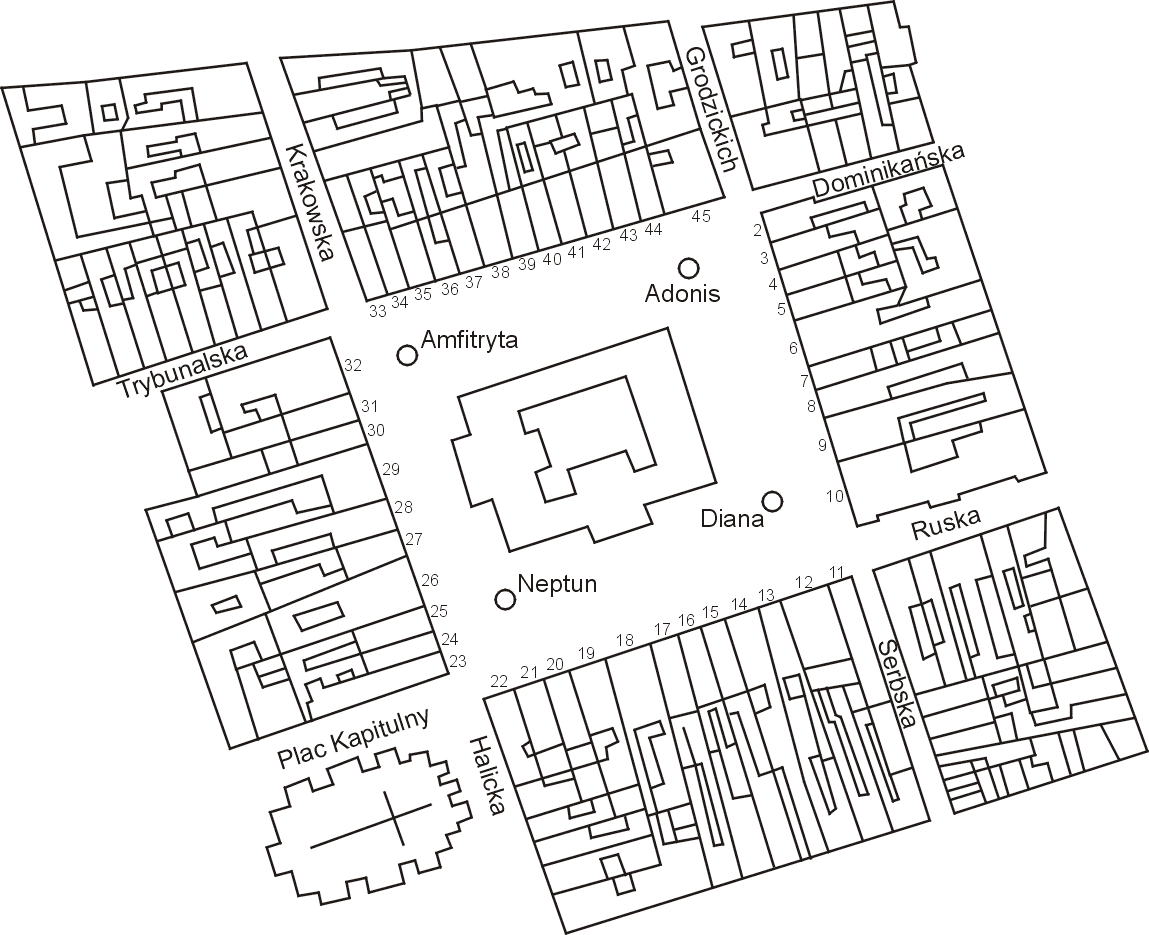
Plan Rynku (včetně čísel domů)

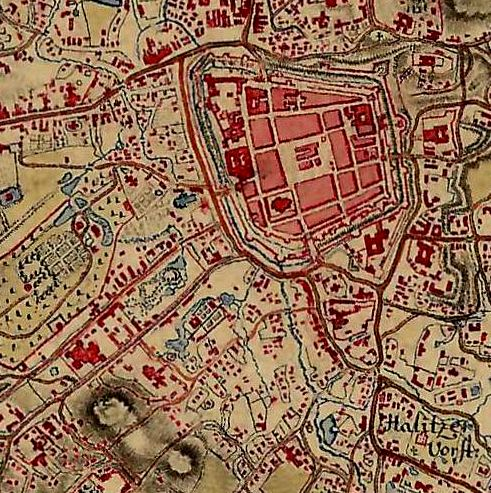
Rynok, fragment prvního vojenského topografického plánu, tzv. mapa von Mieg (1769–1787), viditelné městské hradby obklopující staré město

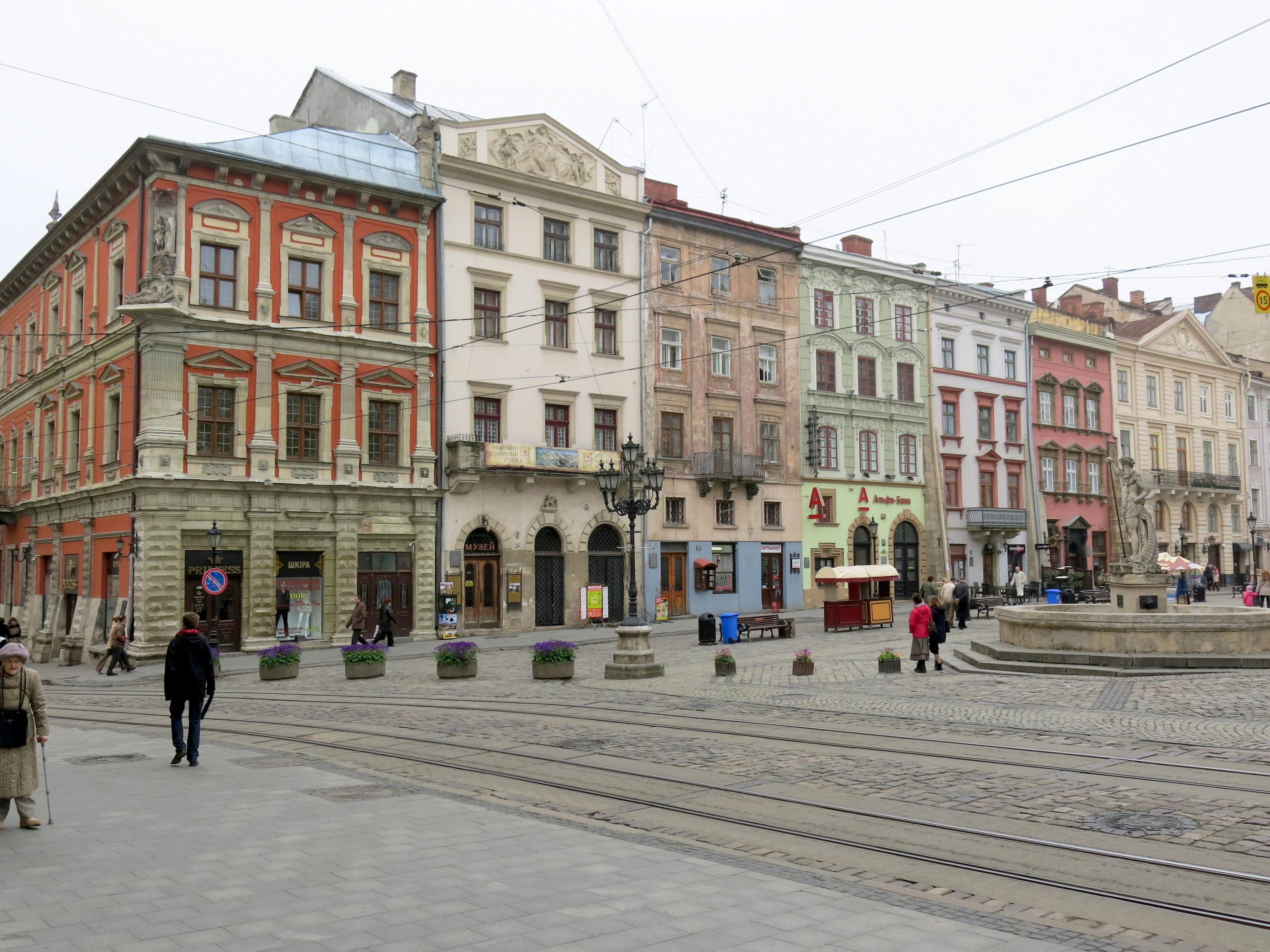
Západní strana Rynku (č. 23–29)

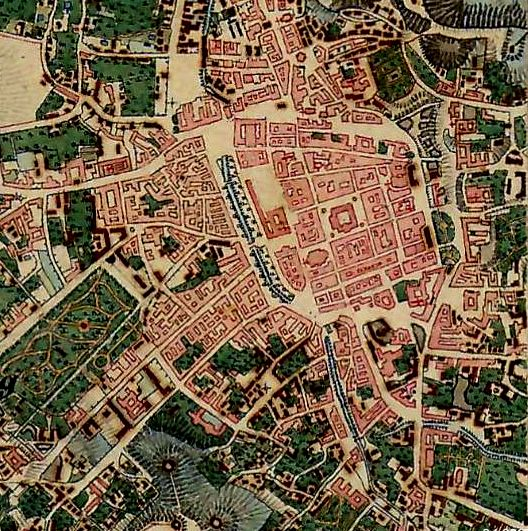
Rynok po rekonstrukci centra města, fragment druhého vojenského vydání topografického plánu Haliče v roce 1869

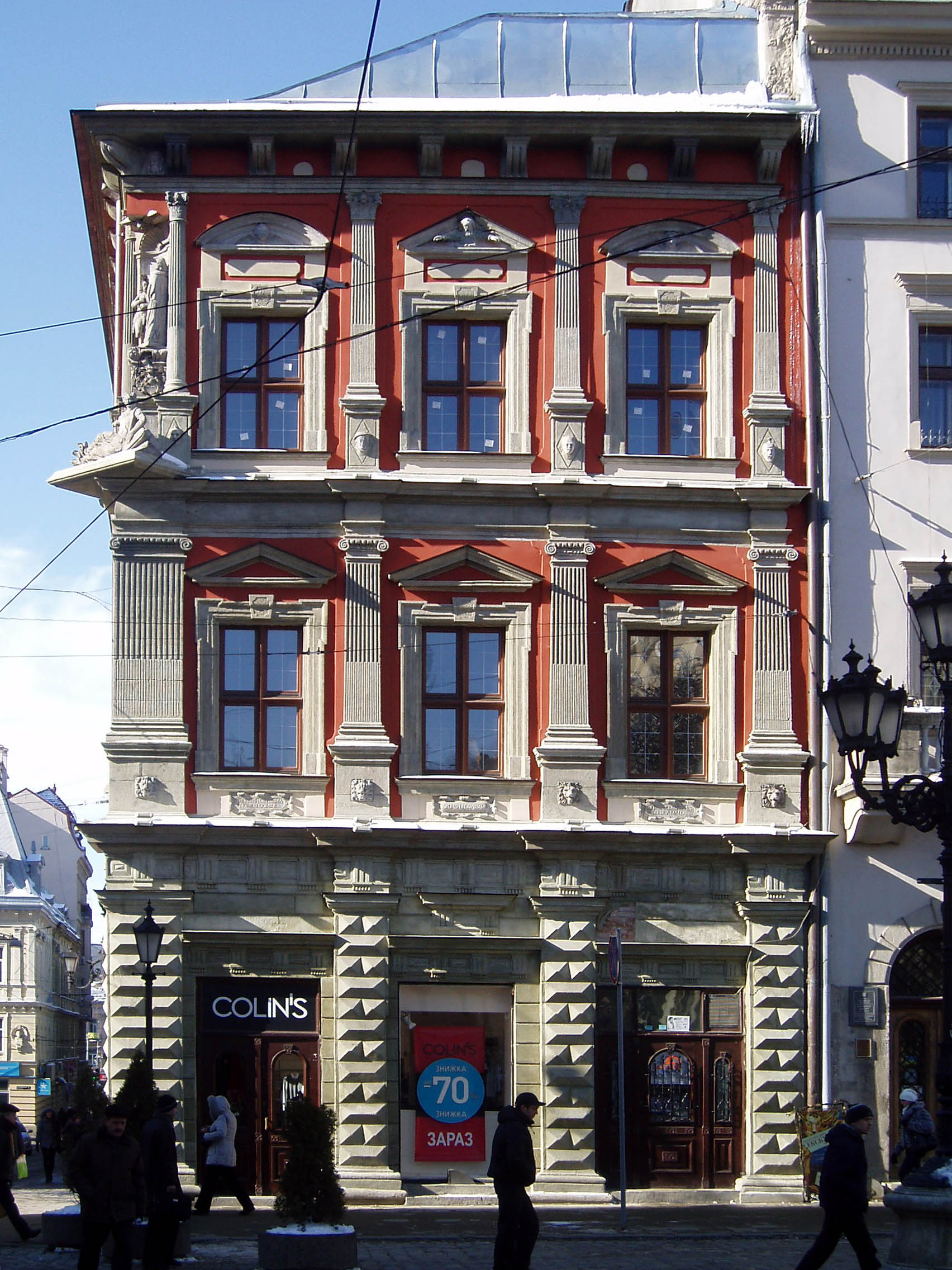
Rynok č. 23

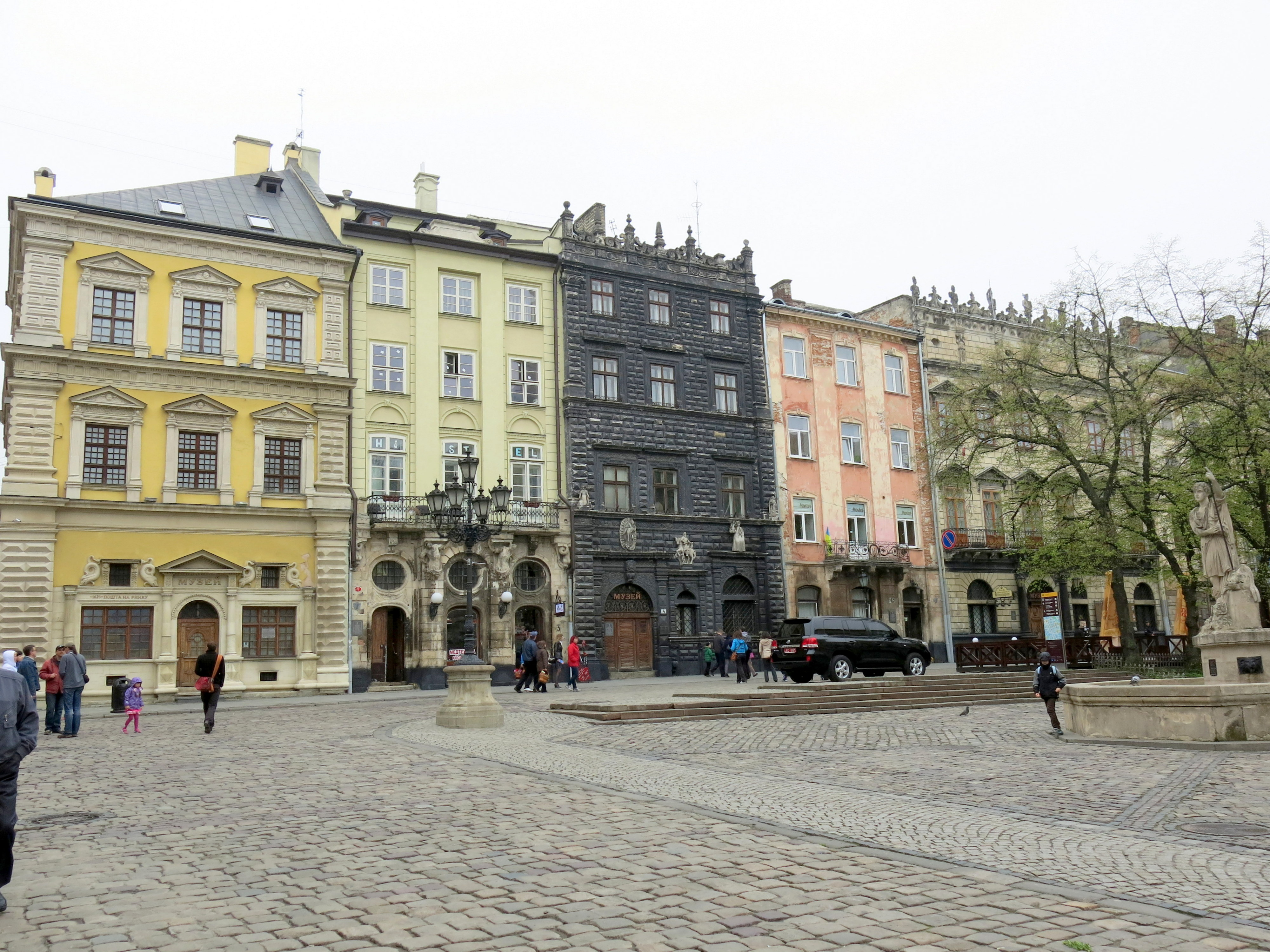
Východní strana Rynku (č. 2–6)

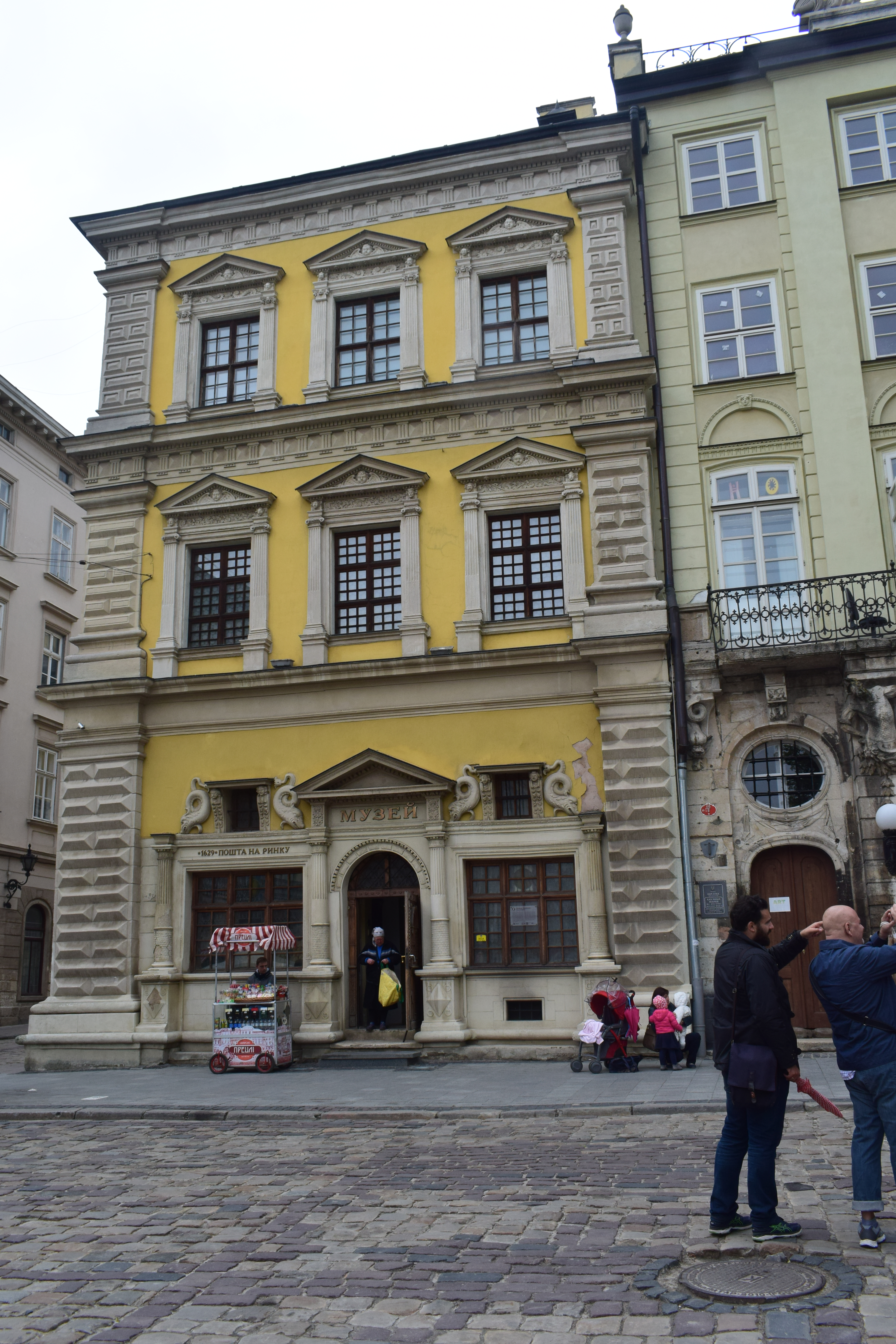
Rynok č. 2

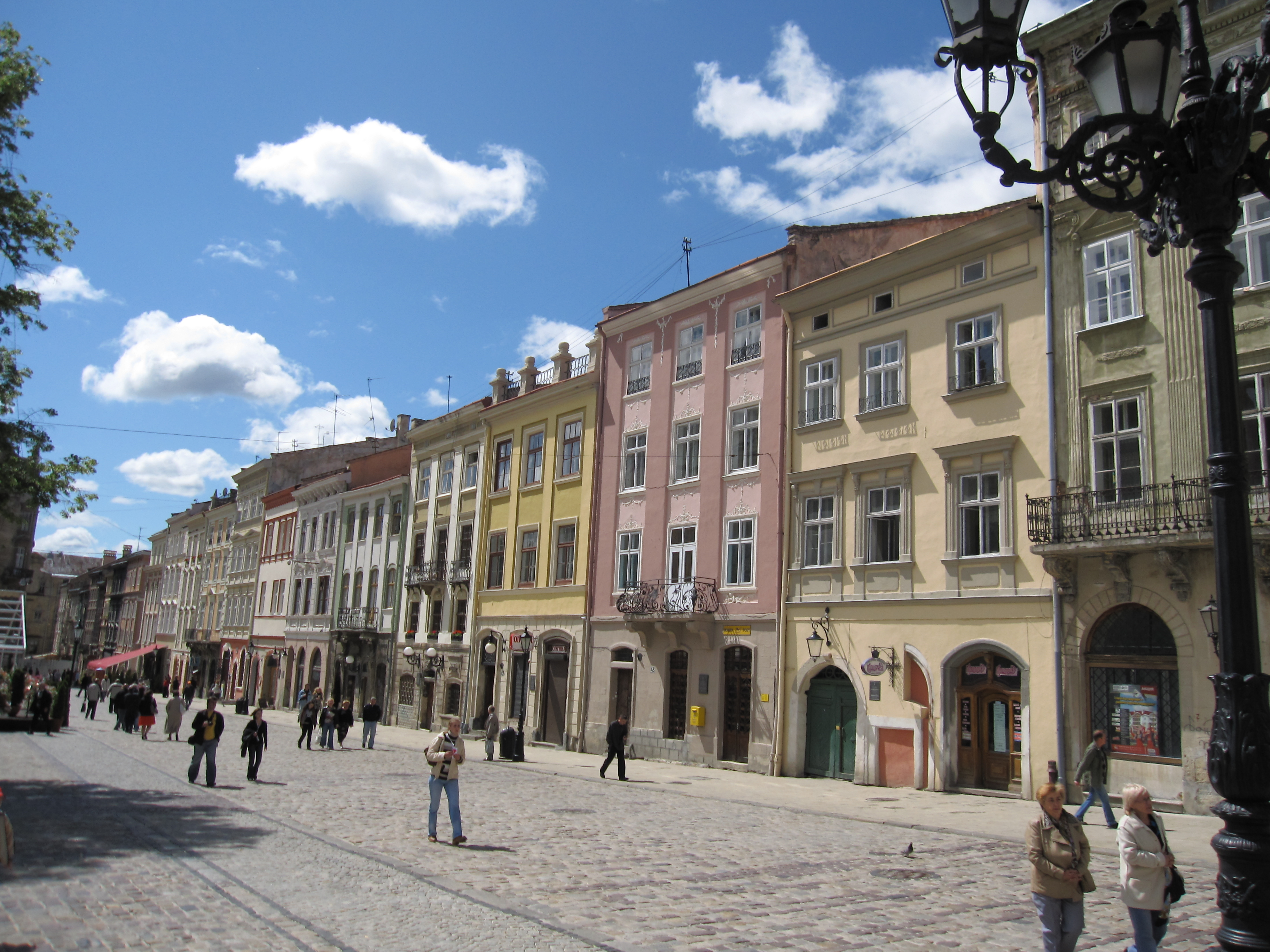
Severní strana

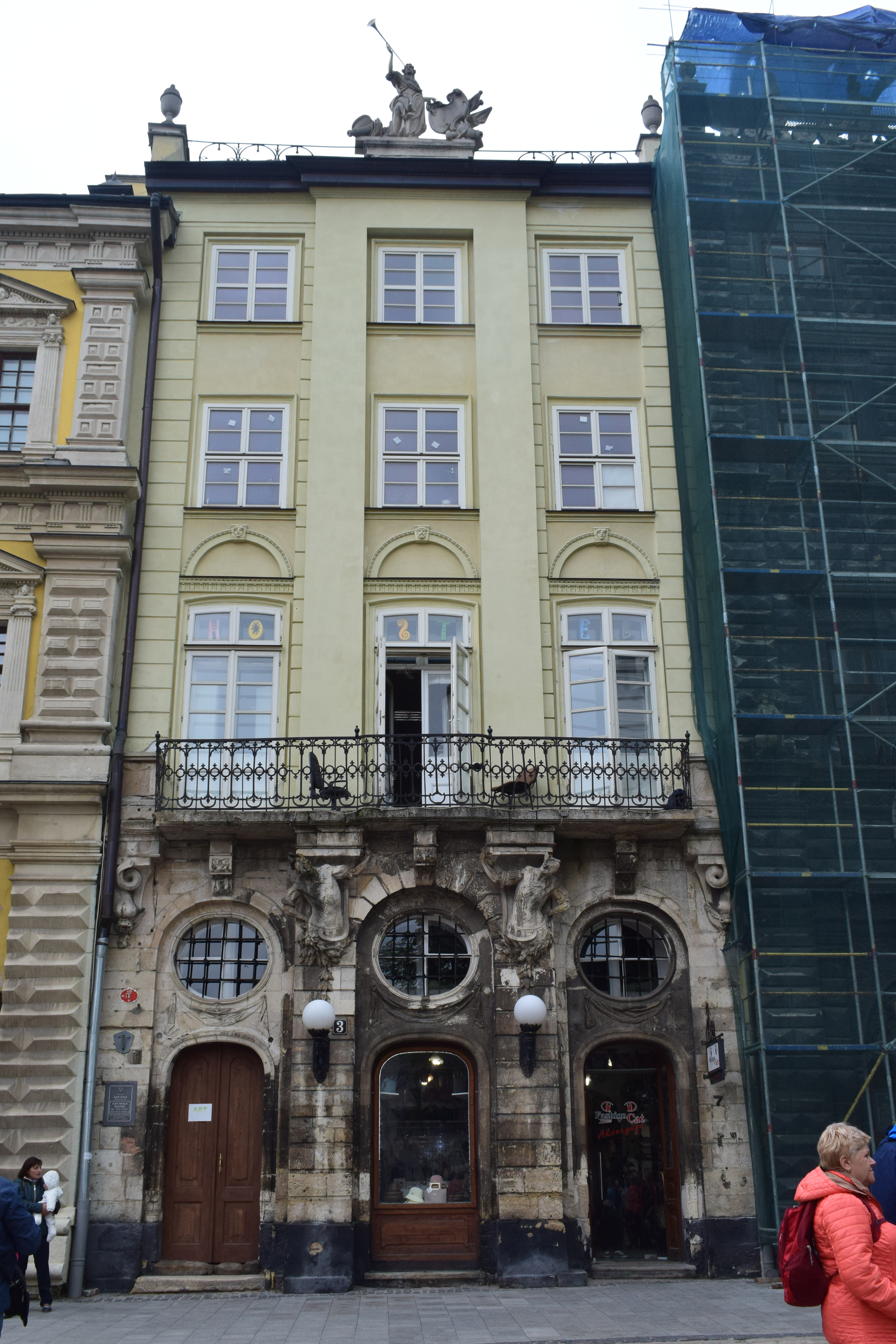
Rynok č. 3

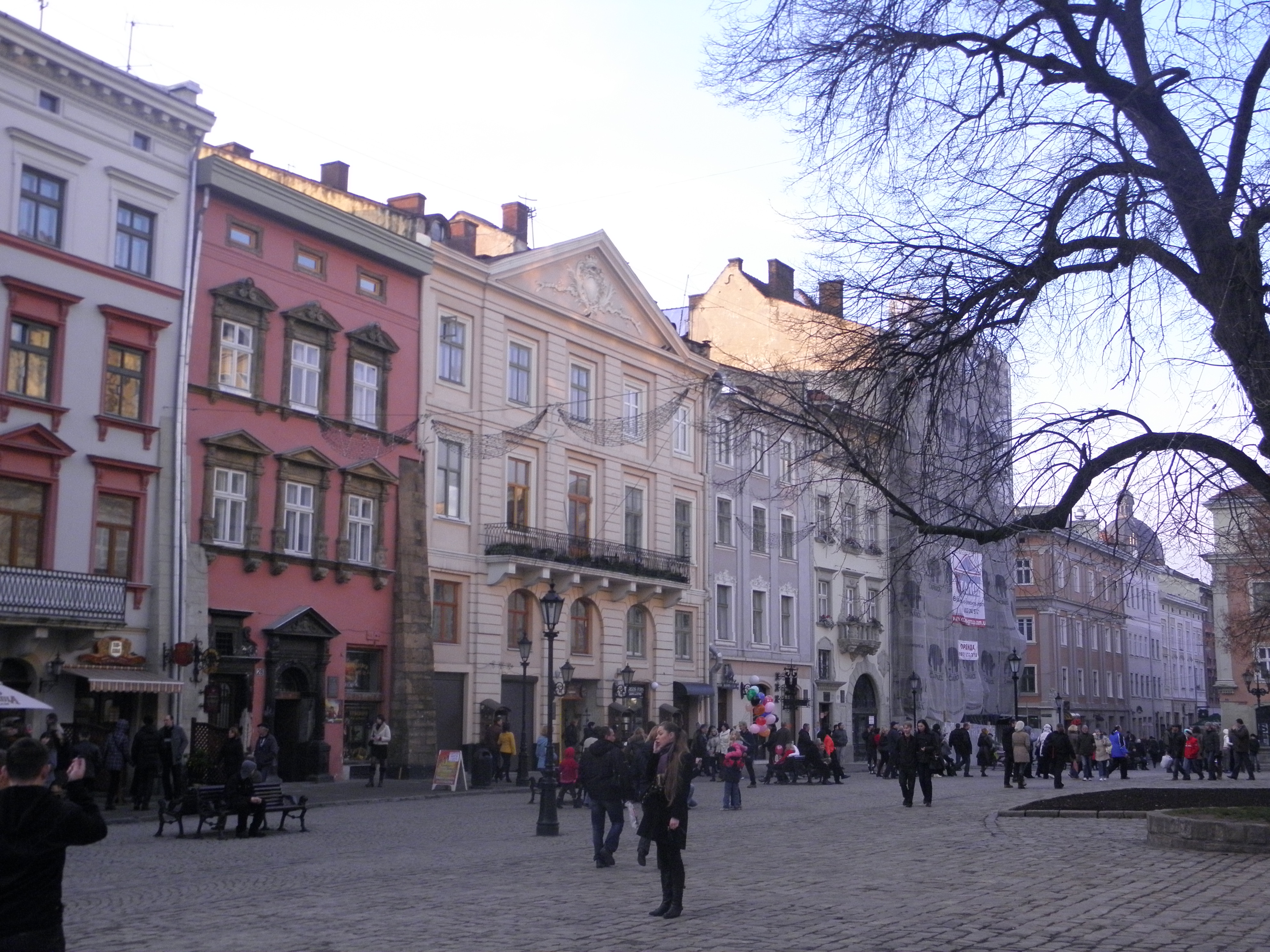
Rynok č. 28

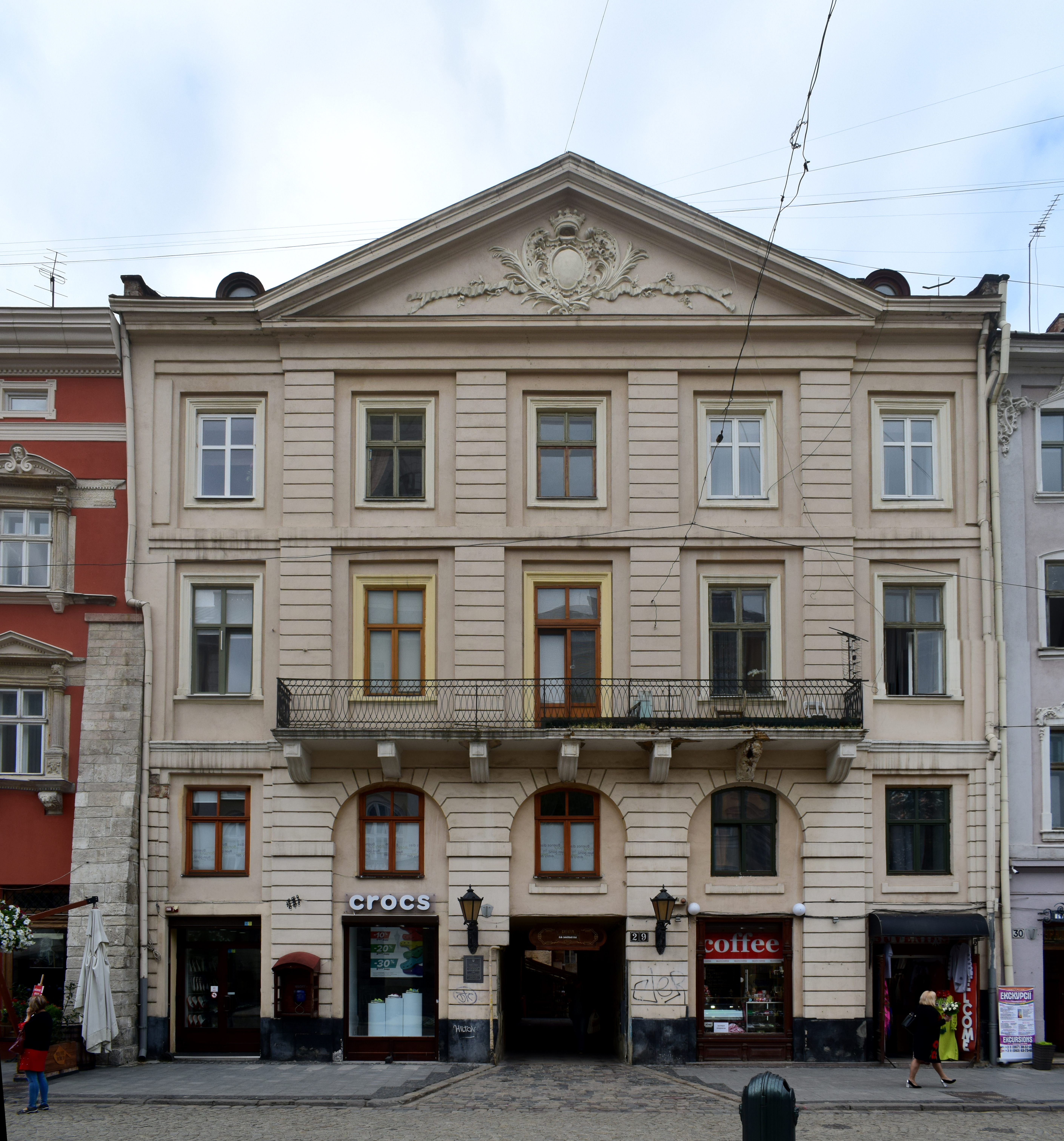
Rynok č. 29

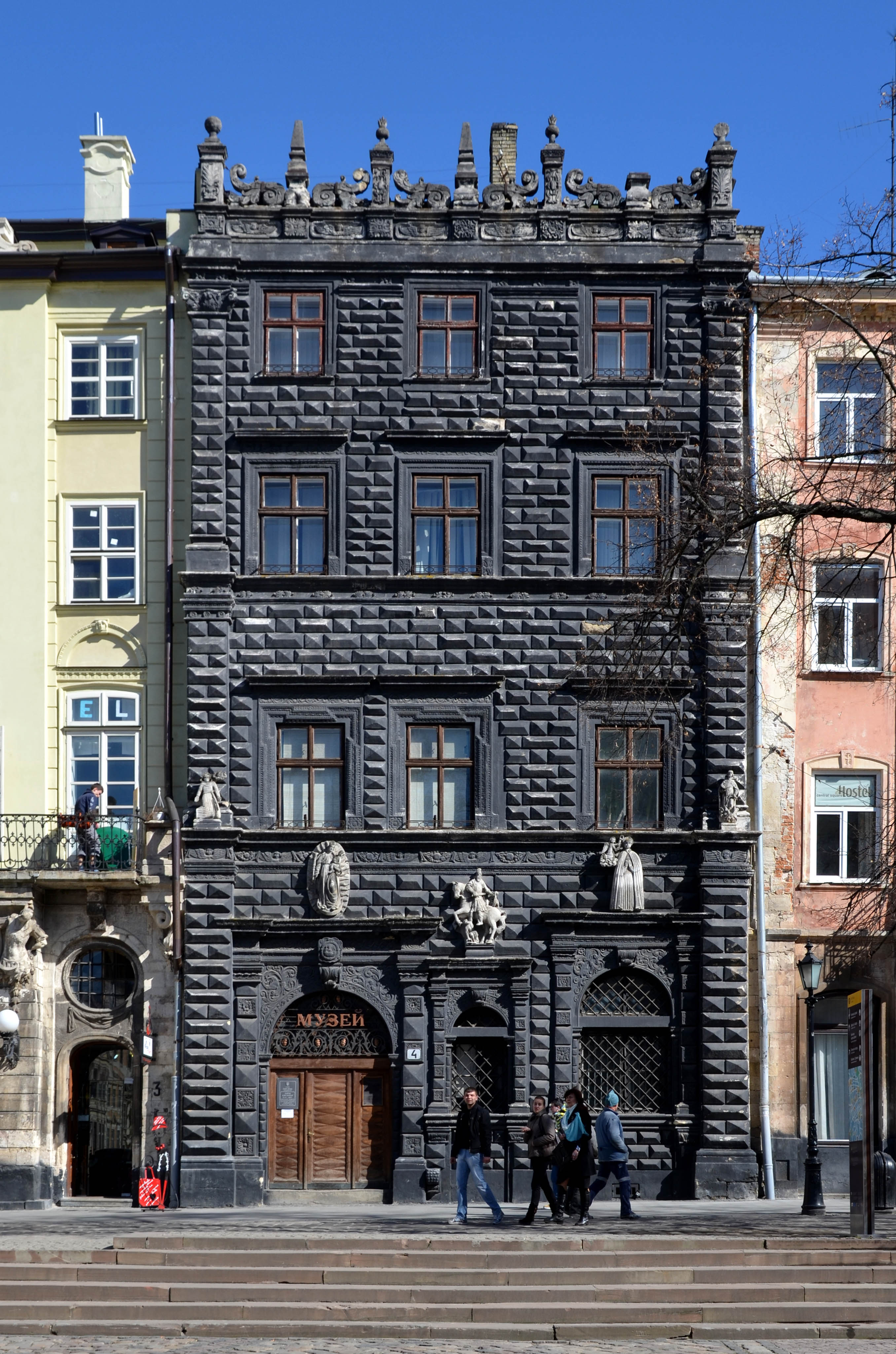
Rynok č. 4

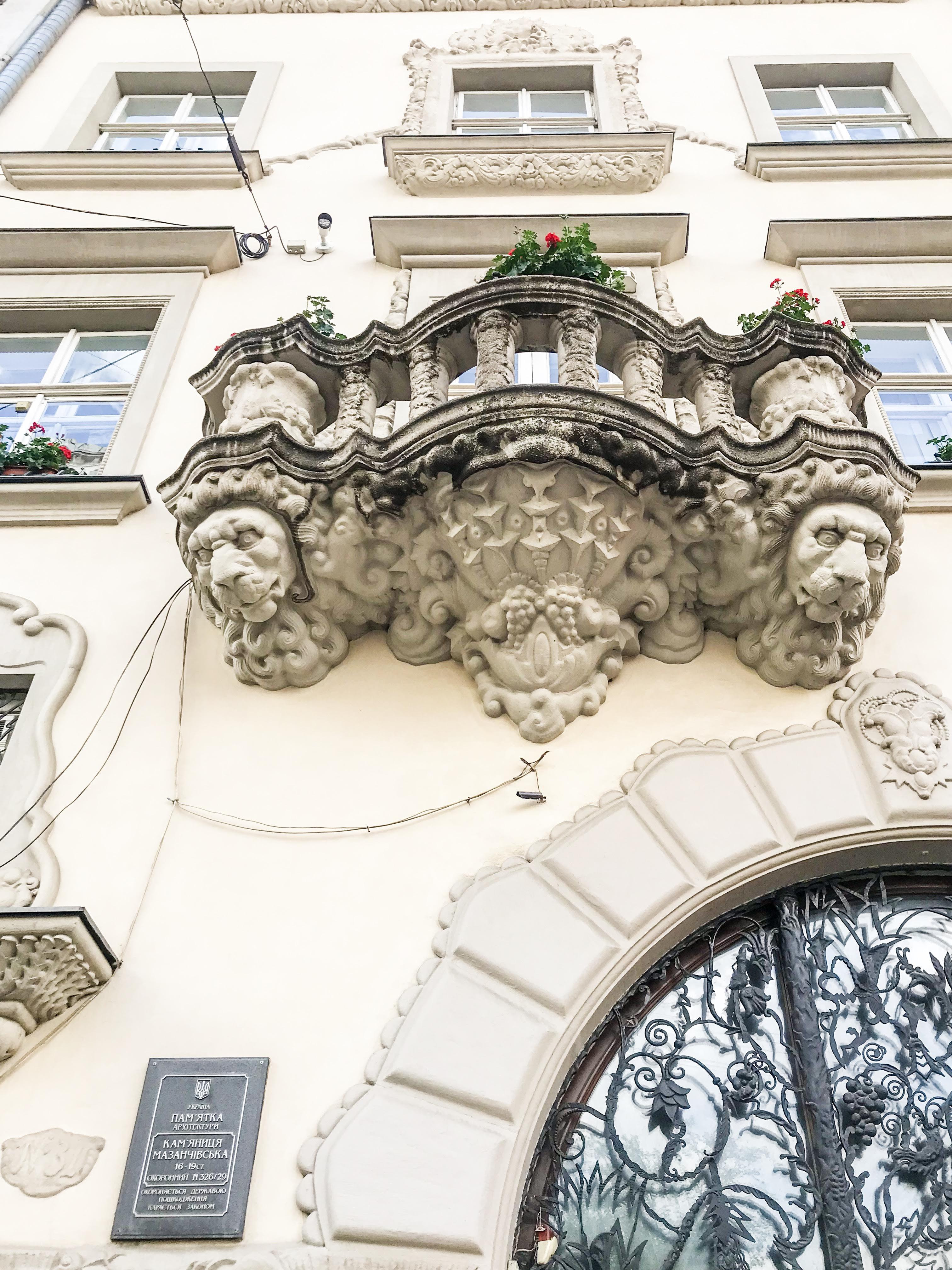
Rynok č. 31 (detail balkonu)

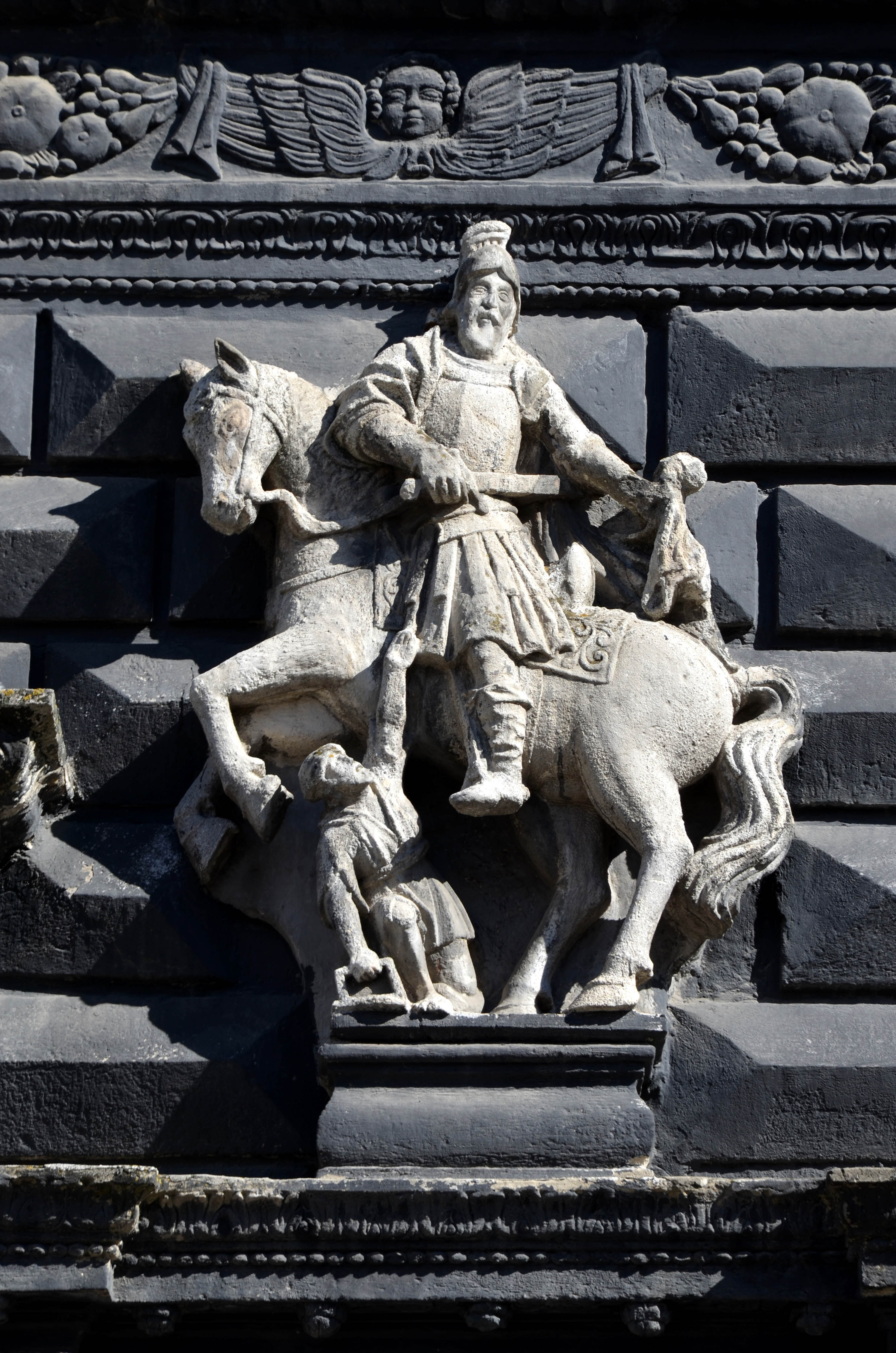
Rynok č. 4 - detail

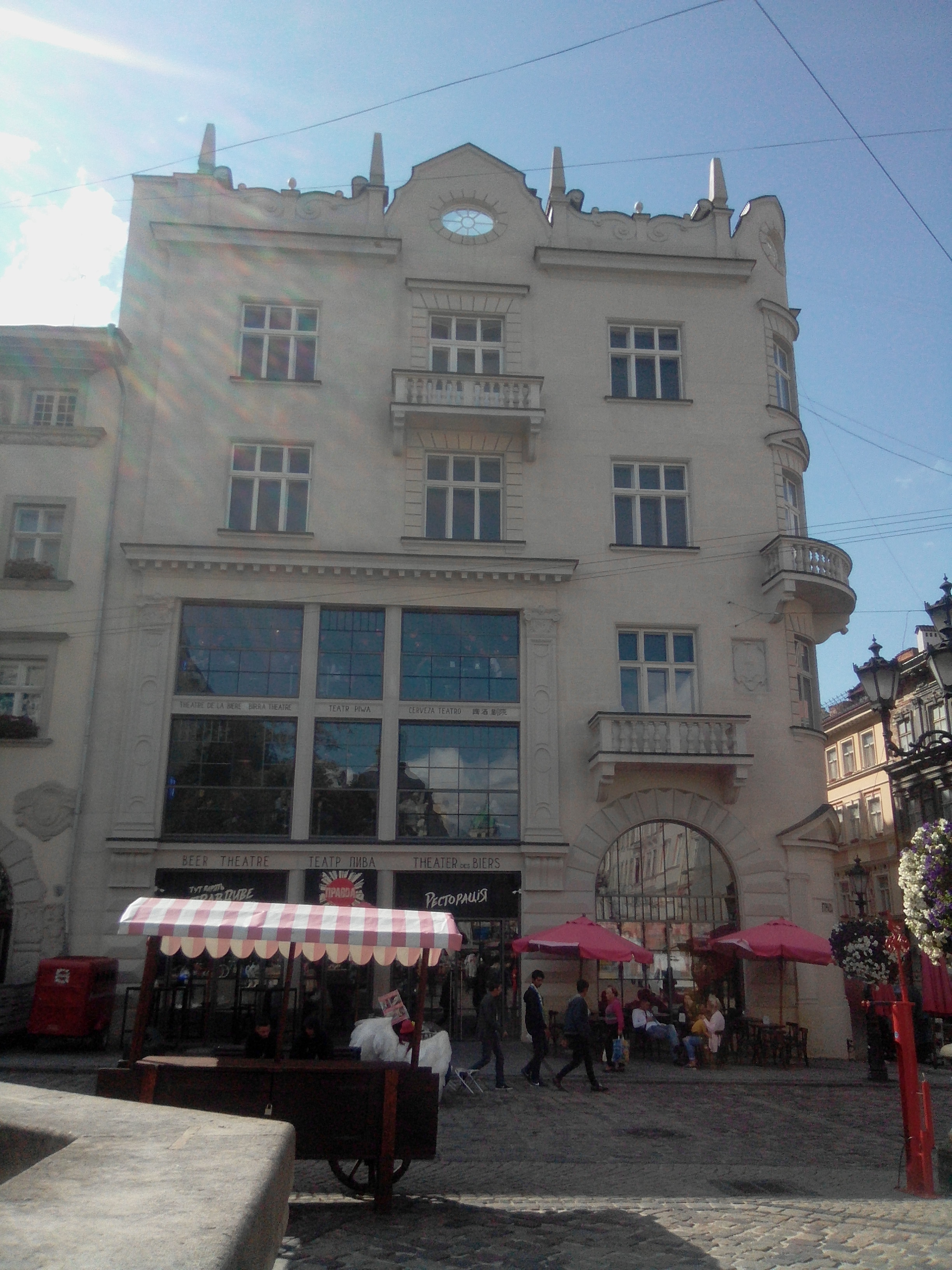
Rynok č. 32

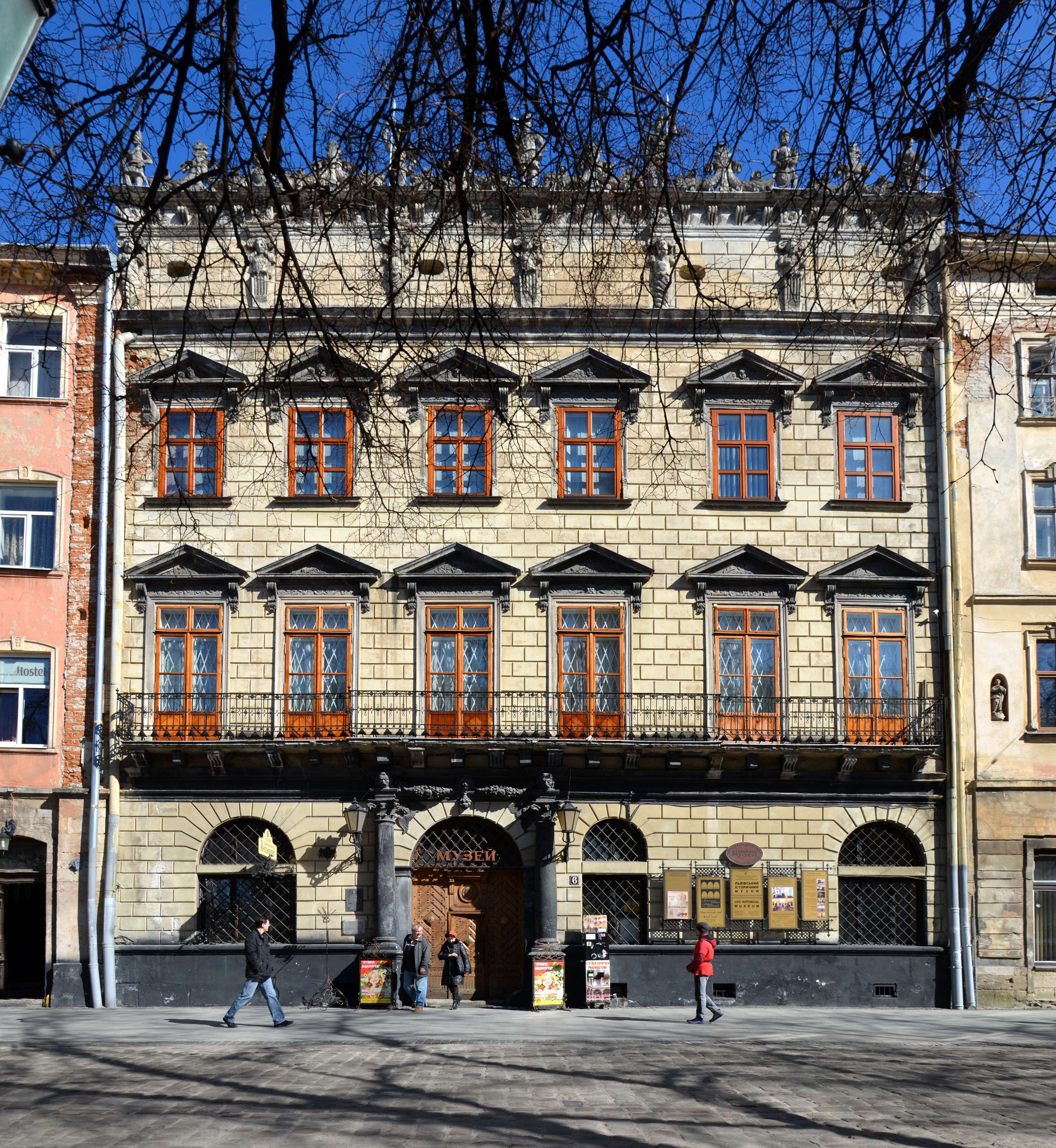
Rynok č. 6

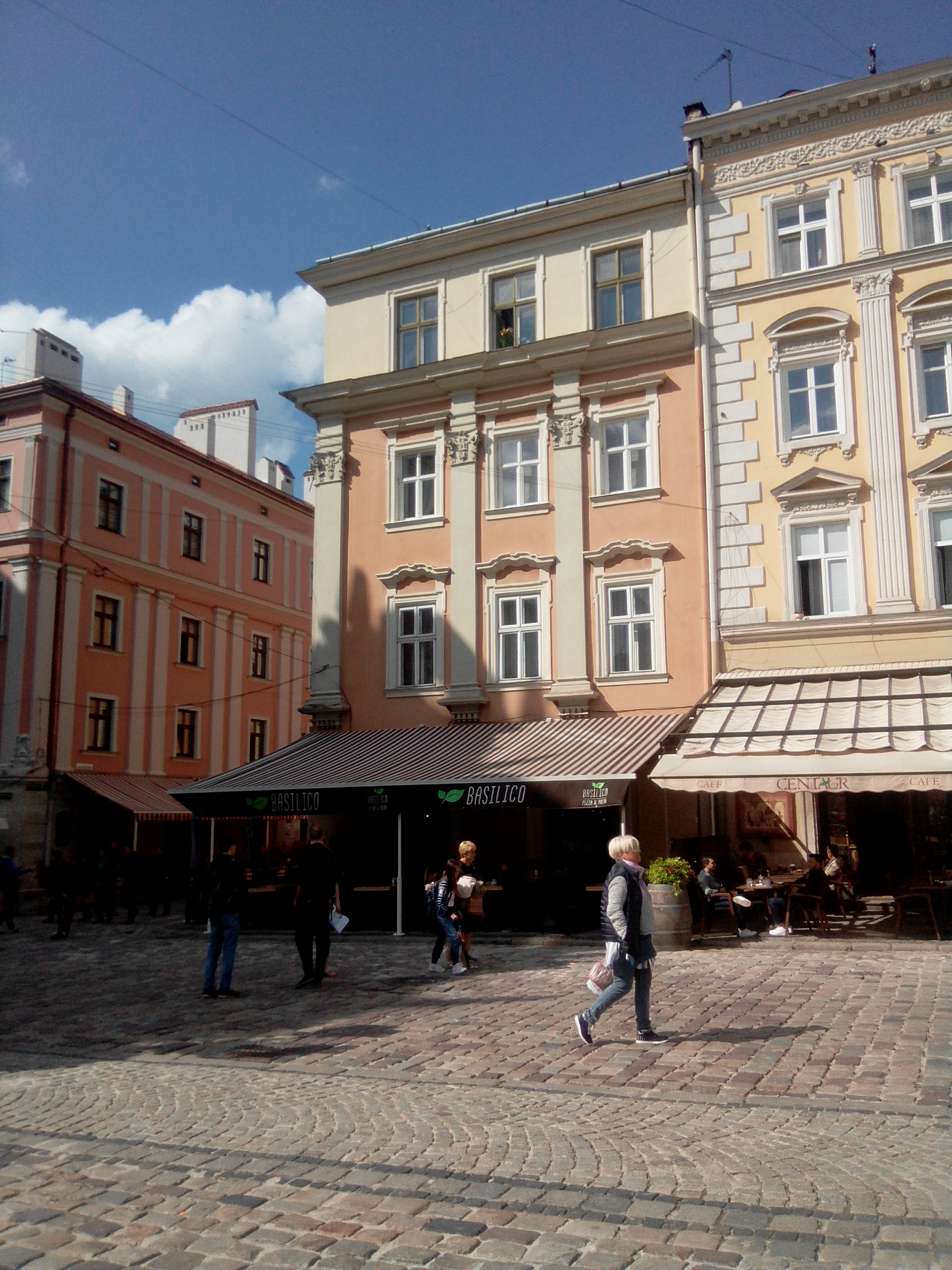
Rynok č. 33

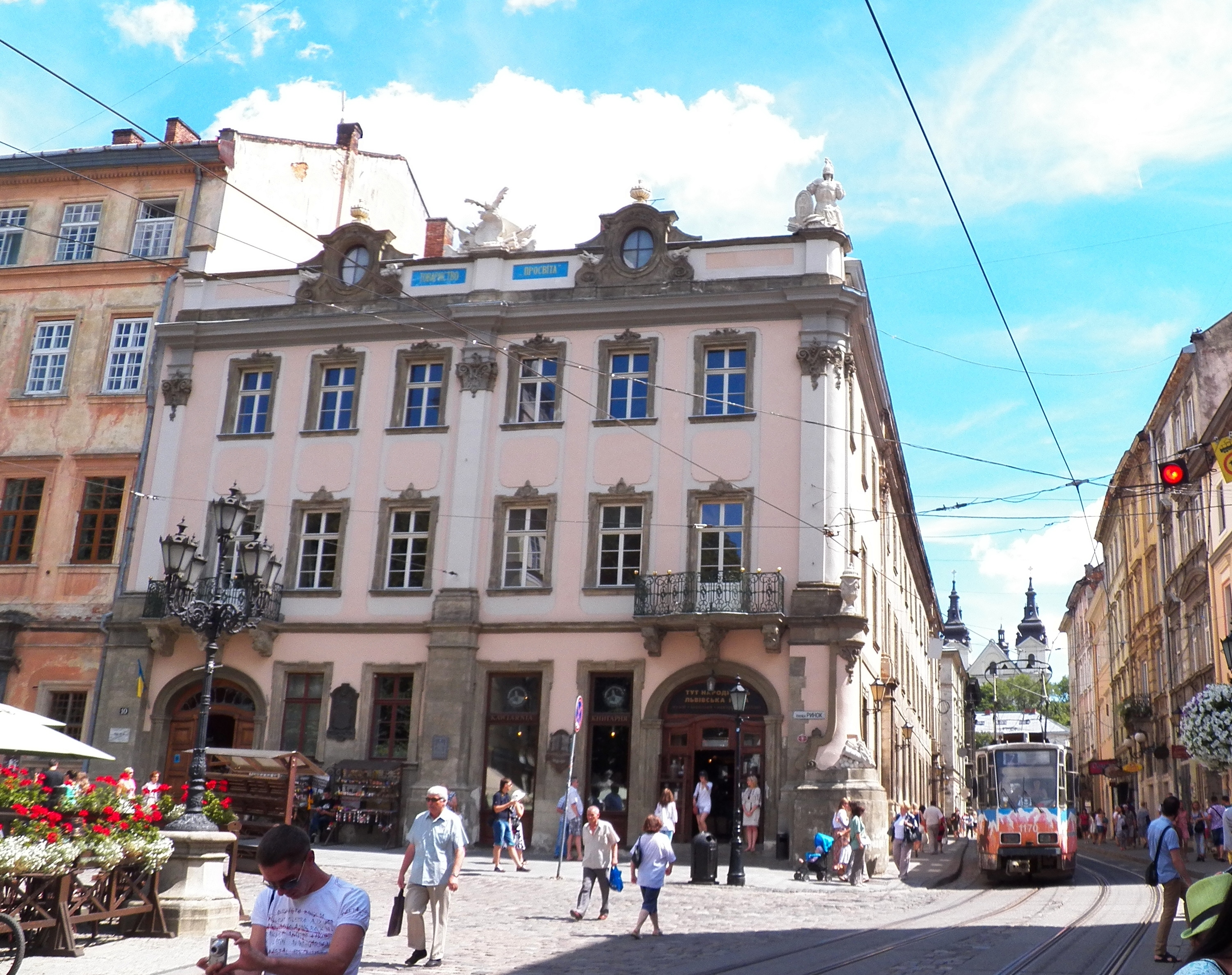
Rynok č. 10

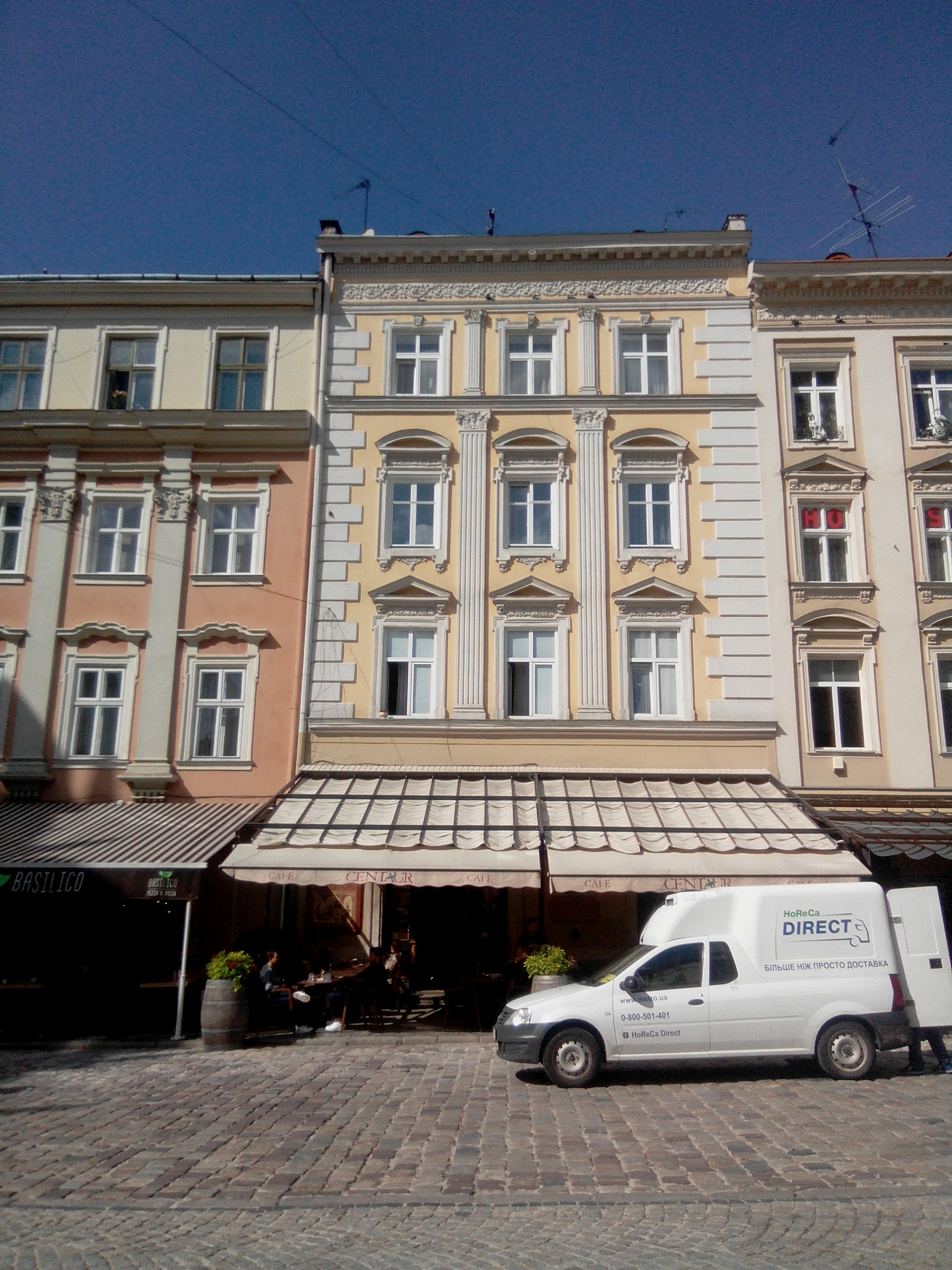
Rynok č. 34

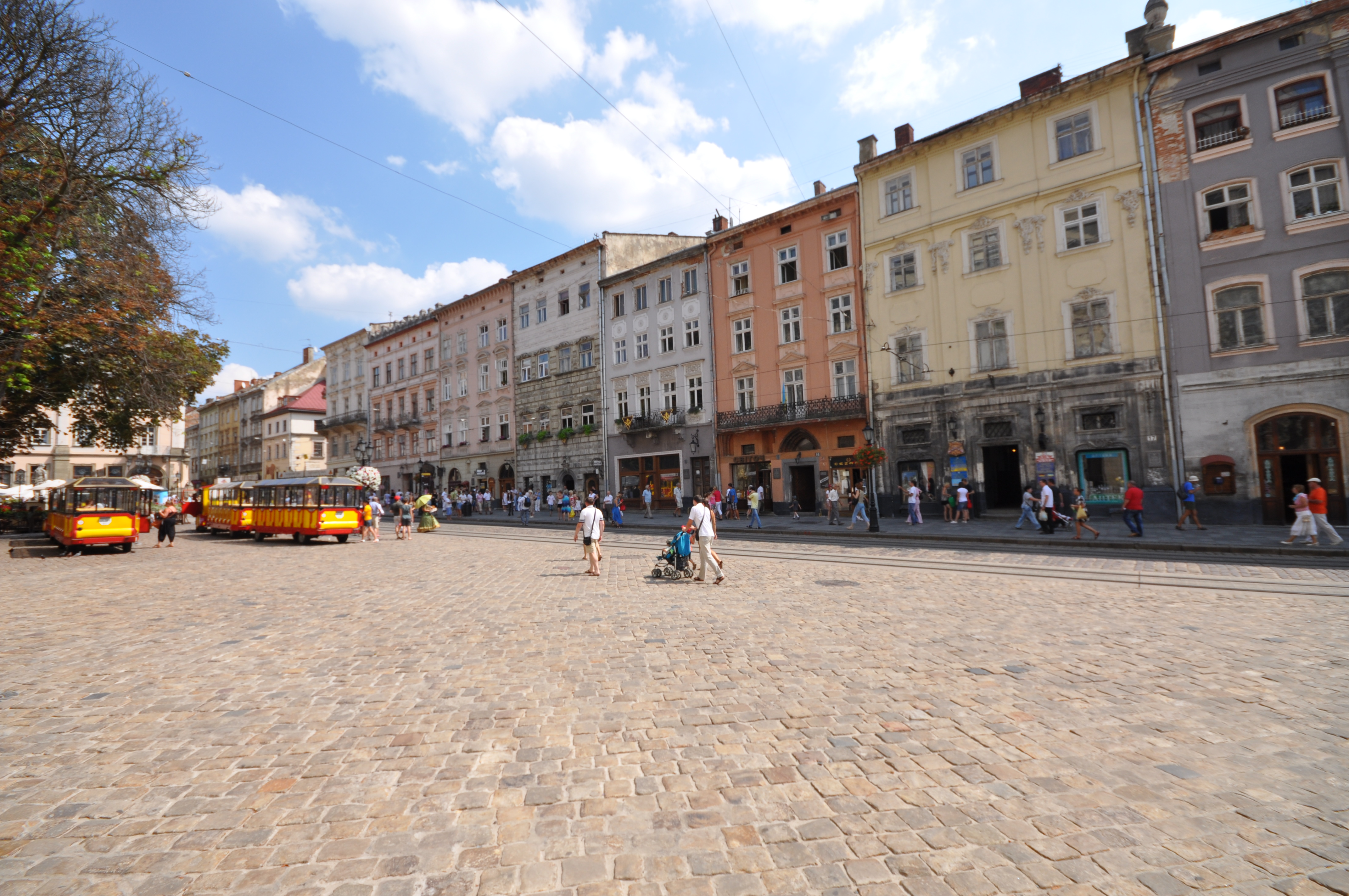
Jižní strana Rynku

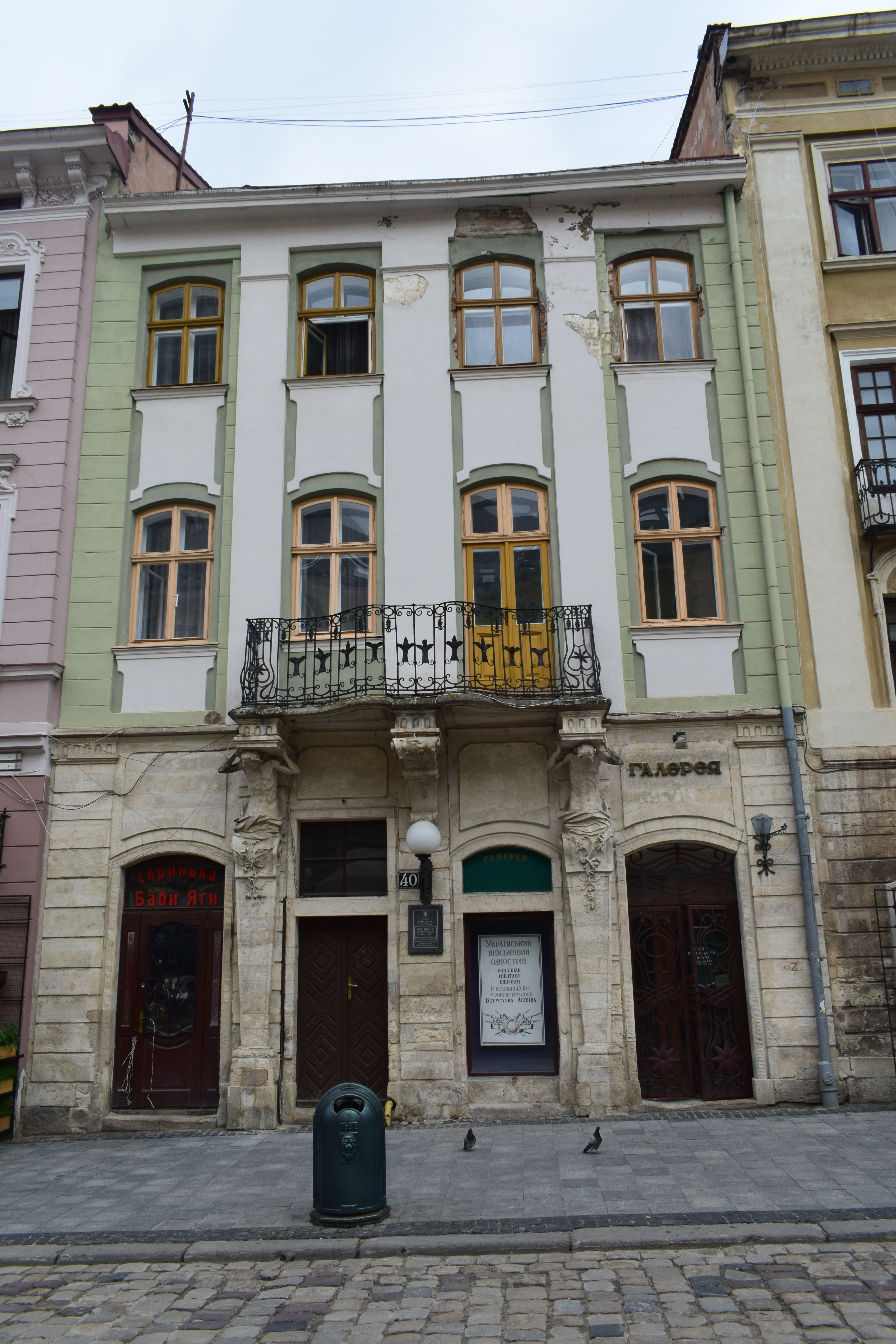
Rynok č. 40

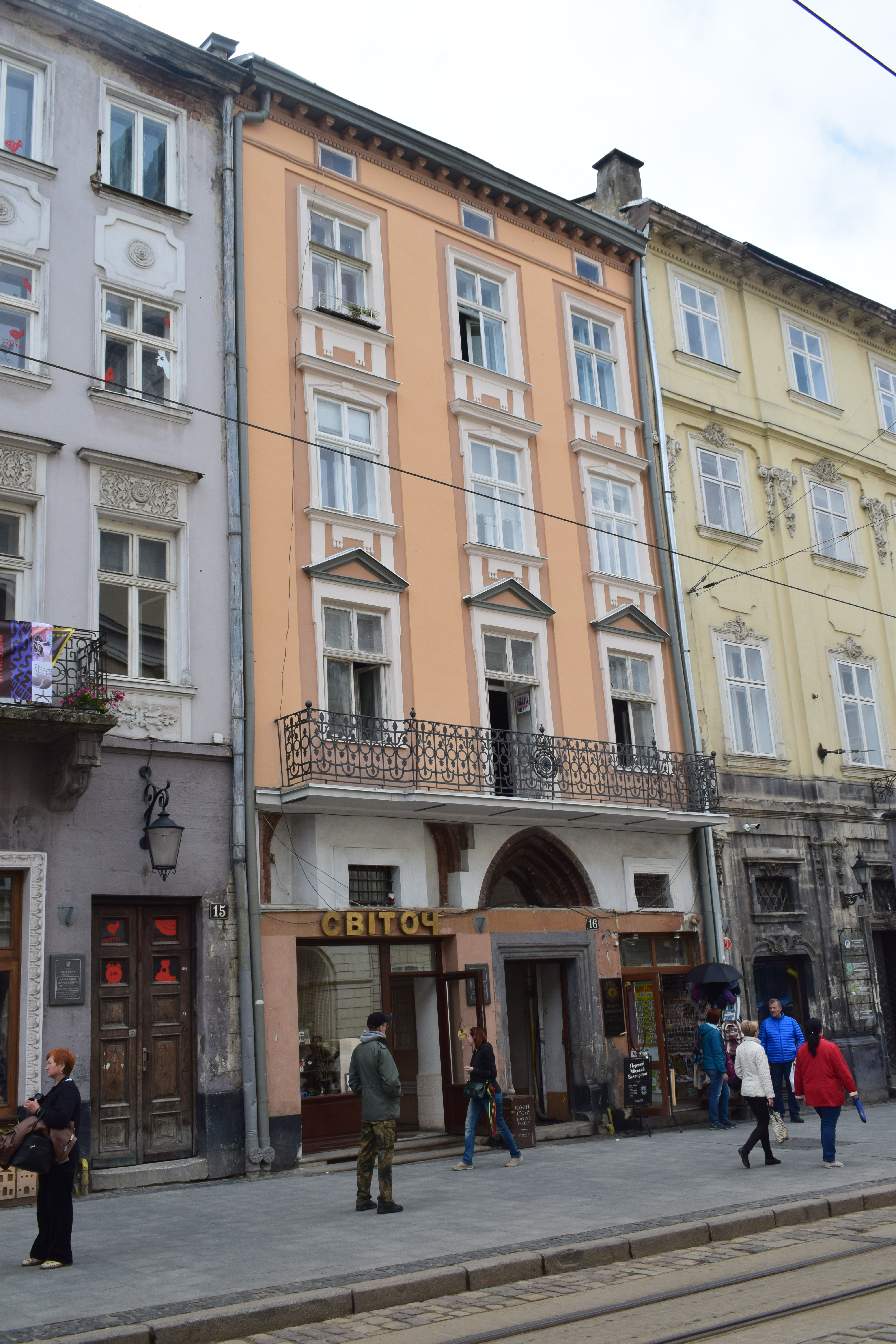
Rynok č. 16

Lvov byl založen kolem roku 1250 Danielem Haličským, králem haličsko-volyňským. Název dostalo město dle jména Danielova syna - Lva. Později se stalo hlavním městem království. Roku 1349 byl Lvov dobyt polským králem Kazimírem III. Velikým a v roce 1356 obdržel magdeburské právo.
První zmínky o existenci náměstí, později známého pod názvem Rynok, se nacházejí v protokolech o zasedáních městské rady Lvova z let 1382–1389 (jedná se o nejstarší zápisy tohoto druhu na Ukrajině). Zde je náměstí zmiňováno latinským slovem circulo, což je překlad z německého ring, které následně bylo transformováno do slovanského slova rynek.
Náměstí vzniklo krátce po založení města. Zpočátku byly budovy gotické. Od roku 1452 bylo náměstí a hlavní ulice dlážděné. Velký požár města 3. června 1527 téměř úplně zničil všechny budovy. Jedním z mála zbývajících gotických prvků je klenba v domě č. 24, objevená na počátku 20. století, a portál v domě č. 25. Současný architektonický vzhled náměstí povstal během rozkvětu renesance ve Lvově. Soubor staveb vytvořili nejlepší tehdejší architekti - Peter Krasovsky, Martin Gradovsky, Peter of Barbon, Paul the Roman, Bernard Meretin, Sebastian Fessinger a další. Budovy byly postaveny na objednávku zámožné šlechty nebo bohatých obchodníků, protože pozemky na centrálním náměstí města byly velmi drahé. Pouze šlechtici a vyšší duchovenstvo měli právo stavět domy vyšší než tři podlaží, pouze oni měli právo umístit na fasádu více než tři okna v jednom patře. To zanechalo stopy na architektonickém vzhledu budov, většina domů je postavena na úzkých, podlouhlých pozemcích, a celá zástavba se skládá z hlavní budovy, dvora a přístavby.
Fasády domů jsou většinou trojokenní, okna jsou umístěna asymetricky, což odpovídá renesanční plánovací struktuře - dvouokenní hlavní místnost a jednookenní boční místnost. Domy nebyly očíslovány. Každý dům byl pojmenován dle jména majitele nebo dle prvků dekorativního designu fasády: „U lva“, „U jelena“, „Dům Lukaševiče“ apod.
Střední část náměstí původně zaujímal blok domů a k jeho jižní stěně přiléhala radnice. Po zhroucení radniční věže v roce 1825 byl celý blok stržen a v letech 1827–1835 byla postavena nová radnice s radniční věží v klasicistickém stylu.
Po mnoho staletí bylo náměstí Rynok centrem veškerého života ve Lvově - ekonomického, politického, kulturního. Bylo tam tržiště, které navštěvovali zejména Peršané, Arméni, Angličané, Turci, Holanďané, Rusové, Francouzi a další. Na Rynku se konaly všechny významné ceremonie. Například Władysławu II. Jagiełłovi zde vzdal lenní hold v roce 1387 valašský vládce Alexandr a v roce 1436 Władysławovi III. Varnenčíku moldavský vládce Eliáš. Před radnicí byl pranýř, kde byly vykonávány rozsudky. Zde byli sťati moldavští vládci: Stefan Tomża I. v roce 1564, Jan IV. Podkowa 16. června 1578 a Jan V. Sas v roce 1582. Socha stojící na vrcholu pranýže je nyní umístěna v tzv. Královském domě, který se nachází na východní straně náměstí (č. 6).
V roce 1848 byla na Rynku vytvořena Národní garda. U příležitosti udělení městu Lvov vyznamenání Stříbrný kříž Řádu Virtuti Militari, 11. listopadu 1920, zde velel přehlídce maršál Józef Piłsudski.
Trh na Rynku existoval až do roku 1944. V 19.–20. století se zde obchodovalo pouze se zemědělskými produkty: zeleninou, ovocem, mléčnými výrobky a květinami.
V roce 2006 byla provedena komplexní rekonstrukce náměstí a kašen se sochami.

## Domy na Rynku

### Východní strana
- č. 2 Dům Bandinelliho (ukrajinsky Кам'яниця Бандінеллі, polsky Kamienica Bandinellich): svůj název dům získal od svého vlastníka, Itala Roberta Bandinelliho, který v roce 1629 založil ve Lvově první poštovní spojení s Itálii. Dům ve stylu renesančním, byl postaven v letech 1589–1593. Byl přestavěn v letech 1737–1739. Po dlouhou dobu byl prázdný, koncem 20. století téměř zřícenina, začátkem 21. století kompletně zrekonstruovaný. Od roku 2005 je zde Muzeum historie města Lvov.
- č. 3 Dům Ubaldiniho (také Vilčků, Bzovský nebo Valentýnovský, ukrajinsky: Кам'яниця Убальдіні, Вільчківська, Бзовська, Валентинівська, polsky Kamienica Ubaldiniego, Wilczków, Bzovska, Walentyniwska): původně na tomto místě stál v 15. století dům Vilčků, postavený v tzv. pruském stylu (hrázděné zdivo). Nynější, častější název, získal dům po rodině lvovských měšťanů, italského původu, kteří vlastnili i předchozí dům na tomto místě. Současný, pozdně barokní dům byl postaven v roce 1772 podle projektu Petera Poleiowského na starých základech, které pocházejí pravděpodobně z 15. století. Sochařskou výzdobu, zejména postavy Atlanťanů nesoucích balkon, vytvořil Francisk Olensky. Vnitřní malby vytvořil Stanislav Stroinsky (nedochovaly se). Později byl dům po změně majitelů někdy nazýván také Bzovský nebo Valentýnovský. V letech 1834–1840 zde žil hrabě Stanislav Skarbek.[4]
- č. 4 Černý dům (také Lorencovičovský, nebo Ančovský, ukrajinsky Чорна кам'яниця, Лоренцовичівськи, Анчевськи, polsky Czarna Kamienica,Lorencowiczów, Anczowskiego): dům v renesančním slohu byl postaven v letech 1588–1589 italskými architekty Pavlem Rymljaninem a Petrem Barbonem, pro italského výběrčího cel Tomasze Albertiho. Brzy však přešel do vlastnictví lékárnické rodiny Lorencowiczů, poté ho získal bohatý patricijský rod Martina Nikanora Anczowského. Od roku 1926 je majetkem města a sídlí v něm část Muzea historie města Lvov. Fasáda domu je pokryta kamennou rustikou z pískovce, která časem ztmavla a odtud vznikl název domu (dle jiného názoru byla fasáda záměrně natřena na černo). Přestavěn byl v roce 1596 (zvýšen o dvě podlaží) a 1884. Jedná se o jednu z nejcennějších památek polské architektury 16. století. Dům má bohatou výzdobu interiéru, kterou lze prohlížet při návštěvě muzea. V roce 2019 byla dokončena tříletá obnova budovy.
- č. 5 Dům Lukašievičů (ukrajinsky Кам'яниця Лукасевичів, polsky Kamienica Łukasiewiczów): byl postaven v 16. století Petrem Krasovským.
- č. 6 Královský dům (také Malý Wawel, Palác Kornjakta, ukrajinsky Палац Корнякта, polsky Kamienica Królewska, Mały Wawel, Palac Korniakta): renesanční dům, postavený v roce 1580 stejnými architekty, kteří postavili Černý dům. Zákazníkem byl bohatý řecký obchodník s vínem Konstantin Kornjakt, pocházející z ostrova Kréta, který si mohl dovolit tento luxusní dům na centrálním náměstí na základě dekretu polského krále Štěpána Babhoryho, v roce 1576, oprávněn postavit nájemní dům s dvojitou šířkou a šesti okny. Dům byl postaven na základech dvou dřívějších gotických domů, které na tomto místě stály v 15. století. Vchod zdobí bohatý portál. Uvnitř je arkádové nádvoří (po této rekonstrukci byl dům nazýván také „Malý Wawel“) a průčelí je korunováno podkrovím s postavami zobrazujícími krále s korunou a družinou ozbrojených rytířů. Nádvoří domu je ze tří stran obklopeno otevřenou arkádou. Později ho vlastnil Jakub Sobieski, a po jeho smrti král Jan III. Sobieski, který jej přestavěl na palácovou rezidenci s nádhernými komnatami a audienční síní. V roce 1634 se zde, po dobu více než měsíc, léčil s neštovicemi král Władysław IV. Vasa a 21. prosince 1686 zde král Jan III. Sobieski uzavřel mírovou smlouvu mezi Polskem a Ruskem (tzv. "Věčný mír"). Obyvatelé Lvova nazývají dům také italským, vzhledem k podobnosti jeho nádvoří s renesančními stavbami ve Florencii a Římě. Na nádvoří je v létě kavárna a večer se konají koncerty vážné hudby. Nyní je v domě Muzeum historie města Lvov.
- č. 7 Dům Šembekovský (ukrajinsky Кам'яниця Шембековських, polsky Kamienica Szembekowska): ve výklenku je socha Neposkvrněného početí Panny Marie z přelomu 16. a 17. století.
- č. 8 Dům Bernatovičovský (ukrajinsky Кам'яниця Бернатовичів, polsky Kamienica Bernatowiczowska): tento dům v 17. století patřil arménské rodině Bernatovičů, jedné z nejbohatších rodin ve Lvově. Na počátku 19. století byl dům kompletně přestavěn, získal empírovou fasádu, navrženou architektem Baumanem. Na fasádě je Poseidón prohánějící se na mořském koni, od sochaře Gavrila Krasutského.
- č. 9 Bývalý arcibiskupský palác (ukrajinsky Колишній палац архієпископа, polsky Dawny Pałac Arcybiskupi): byl ve vlastnictví lvovských arcibiskupů od 14. století. Kromě jiných hostil krále Vladislava II. Jagelu s dcerou Jadwigou, Zikmunda I. a litevského knížete Švitrigaila. V roce 1634 jej důkladně přestavěl arcibiskup Stanisław Grochowski. Král Michał Korybut Wiśniowiecki zemřel v prvním patře tohoto domu 10. listopadu 1673. Dříve měl palác 65 pokojů a dvě haly. Jako arcibiskupský palác sloužil až do roku 1842, kdy bylo postaveno nové sídlo. Dům byl poté přeměněn na teologický seminář. V roce 1845 bylo přidáno třetí patro a celá budova byla přestavěna na bytový dům. Z této doby pochází i fasáda.
- č. 10 Palác Lubomírských (ukrajinsky Палац Любомирських, polsky Pałac Lubomirskich): pozdně barokní palác rodiny Lubomírských byl postaven ze dvou dřívějších bytových domů na náměstí a několika dalších budov stojících v ulici Ruská. V roce 1760 postavil Stanisław Lubomirský nádherný palác navržený Janem de Witte. V letech 1771–1821 byla sídlem rakouských zemských hejtmanů.

### Jižní strana
- č. 11 Dům Goslar (ukrajinsky Кам'яниця Гослар, polsky Kamienica Goslarów): byl postavený v letech 1899–1900 na místě staršího renesančního domu.
- č. 12 Dům Justglacovský (ukrajinsky Кам'яниця Юстглаковська, polsky Kamienica Justglacowska): na atice jsou maskarony zobrazující tváře Sarmatů.
- č. 13 Dům Alembek (ukrajinsky Кам'яниця Алембеків, polsky Kamienica Alembekowska): pochází z 16. století, přestavěný byl v roce 1911 v neobarokním slohu.
- č. 14 Dům Benátský (ukrajinsky Венеційська кам'яниця, polsky Kamienica Wenecka): renesanční dům přestavěný Pavlem Římanem pro benátského konzula Antonia Massariho. Na fasádě je zobrazen erb Benátek – Lev sv. Marka a datum 1600.
- č. 15 Dům Mistřimonovský (ukrajinsky Кам'яниця Містжимоновська, polsky Kamienica Mistrzymonowska): pochází z 16. století, přestavěný v 19. století.
- č. 16 Dům Měškovského (ukrajinsky Кам'яниця Мешковського, polsky Kamienica Mieszkowskiego): pozdně barokní dům, uvnitř se nachází gotický portál.
- č. 17 Dům Francwenigovský (také Weninga, ukrajinsky Кам'яниця Франквенівська-Венінга, polsky Kamienica Francweningowska - Weninga): pozdně barokní dům Francweningowský-Weninga pochází z 60. let 18. století. Nyní v něm sídlí Společnost polské kultury regionu Lvov.
- č. 18 Dům Gutteterovský (ukrajinsky Кам'яниця Гуттетеровська, polsky Kamienica Gutteterowska): pozdně barokní dům byl postaven v roce 1533 měšťanem Guteterem. Patřil mezi nejvýstavnější domy ve Lvově. Návrhářem byl italský architekt Guicciardini a po jeho smrti Tomasz Ferrovore. V současnosti zde je "Lékárna u zlatého jelena".
- č. 19 Dům Pelčinský (ukrajinsky Кам'яниця Пелчинська, polsky Kamienica Pełczyńska): pozdní baroko.
- č. 20 Dům Bilský (ukrajinsky Кам'яниця Більських, polsky Kamienica Bilska): přestavěn v roce 1779 dle projektu Piotra Polejowského a Franciszeka Kulczyckého.
- č. 21 Dům Ubaldinů (ukrajinsky Кам'яниця Убалдінічів, polsky Kamienica Ubaldinich): pochází z 16. století a patřil emigrantu z Florencie, Ripovi Ubaldinimu, nepříteli Medicejských.
- č. 22 Dům Jelonkovský (ukrajinsky Кам'яниця Єлонковська, polsky Kamienica Jelonkowska): z 19. století, postavený na místě bývalého domu Pawla Jelonka, starosty Lvova.

### Západní strana
- č. 23 Dům Scholz-Wolfowičů (ukrajinsky Кам'яниця Шольц-Вольфовичів, polsky Kamienica Szolc-Wolfowiczów): renesanční dům, postavený v roce 1570 pro patricijskou rodinu ze Slezska. Dům má bohatou sochařskou výzdobu. Na nároží druhého patra je sousoší znázorňující křest Ježíše Krista.
- č. 24 Dům Gieblovský (také Massarivský, ukrajinsky Кам'яниця Гебловських, Массарівська, polsky Kamienica Gieblowska, Massarivska): renesanční dům, částečně přestavěn v roce 1920, vytvořen modernistický štít na místě renesanční atiky. V roce 1707 zde pobýval ruský car Petr Veliký.
- č. 25 Dům Jakobšolcovský (ukrajinsky Кам'яниця Якобшолковська, polsky Kamienica Jakobszolcowska): pozdně barokní dům, bývalo zde knihkupectví Milíkovských.
- č. 26 Dům Janšolcovský (ukrajinsky Кам'яниця Яншолковська, polsky Kamienica Janszolcowska)
- č. 27 Dům Farbachovský (ukrajinsky Кам'яниця Фарбаховська, polsky Kamienica Farbachowska)
- č. 28 Dům Heppnerovský (také Dům s aforismy, ukrajinsky Кам'яниця Гепнерівська, Кам'яниця з афоризмами, polsky Kamienica Heppnerowska, Kamienica z aforyzmami): renesanční Heppnerův dům, postavený v roce 1510, patřil Pawlovi Heppnerovi, starostovi Lvova. Kolem roku 1886 zde žil poštovní komisař Roman Hubrich. Celá budova nad okny je pokryta latinskými příslovími.
- č. 29 Palác Korytkovského (ukrajinsky Палац Коритковських, polsky Pałac Korytkowskiego): dům v empírovém slohu, postavený Felicjanem Korytkowským na místě domu Zimorowicze, který byl zbořen v roce 1790. Nachází se zde pasáž Andreolliho. Dominiík Andreolli byl švýcarský kupec, který v roce 1803 přijel do Lvova a v roce 1825 zde otevřel cukrárnu.[5]
- č. 30 Dům Regulusovský (ukrajinsky Кам'яниця Регулусовська, polsky Kamienica Regulusowska): patřil Jakubu Regulovi, v roce 1772 byl přestavěn v pozdně barokním slohu.
- č. 31 Dům Bačevských (ukrajinsky Кам'яниця Бачевських, polsky Kamienica Baczewskich): modernistický dům Bačevských, postavený v roce 1923 dle projektu Bronisława Wiktora.
- č. 32 Obchodní dům Zipperů (ukrajinsky Торговий дім Ціпперів, polsky Dom handlowy Zipper): dům č. 32 byl obchodní dům s názvem „Trust“ rodiny Zipperů, postavený v roce 1912 firmou Edmunda Žichoviče, dle projektu Michala Lužeckého, v secesním stylu s prvky historismu.[6] Předchozím domem na tomto místě byl dům kapitána Dominika Wilczeka, postavený koncem 18. století na místě čtyř nebo pěti starších budov stojících na Rynku a dnešní ulice Ševské. Wilczek jeden z nich zdědil a sousední získal v letech 1765–1777.[7]

### Severní strana
Tato strana Rynku doznala ve druhé polovině 18. století nejvíce změn. Podle archivních zdrojů byly v roce 1765 zničeny všechny budovy na této straně náměstí. Fasády původních budov byly změněny, pouze na některých místech se dochovalo středověké plánování a jednotlivé fragmenty.
- č. 33 Dům Kiliáňščinský: pozdně barokní dům
- č. 34 Dům Awenštokovský
- č. 35 Dům Majdaševičowský: dům z 19. století
- č. 36 Dům Gielazynowský: bydlel zde kněz Józef Poniatowski, když byl rakouským důstojníkem.
- č. 37 Dům Groswajerowský: dům patřil Marcinovi Groswajerovi, který byl starostou Lvova v době Chmelnického povstání. V 19. století byl přestavěn v empírovém stylu.
- č. 38 Dům Wilčkowský
- č. 39 Dům Tolločkowský: bývalá mincovna.
- č. 40 Dům Boimů: dům Boimů byl přestavěn v pozdně barokním slohu na konci 18. století.
- č. 41 Dům Karwowský: pozdně barokní dům.
- č. 42 Dům Kwartnikowský: dům z 18. století, přestavěný v 19. století.
- č. 43 Dům Rottendorfský: zde bývala výrobna medoviny.
- č. 44 Dům Bočkowičowský: dům z 18. století, přestavěný v 19. století.
- č. 45 Dům Kudlišowský: dům byl postaven na konci 18. století na místě dvou starších domů, bývalá zde kavárna M. Atlase.

## Fontány (kašny)
Pro zásobování vodou Rynku byla již v roce 1407 vybudována v jeho východní části nádrž, do které přitékala voda z tzv. Wenglinského pramene. Město se ale rozrůstalo a v roce 1697 na jihozápadním rohu Rynku byla postavena další nádrž. Nazývala se „Neptun“, neboť ji zdobila dřevěná socha Boha moří. Třetí nádrž byla postavena v roce 1744 na jihovýchodním rohu náměstí - nyní fontána „Diana“. V 18. století existovalo již šestnáct vodovodů, které čerpaly vodu z vodojemu nazvaného „Meluzina“, dle obrovské bronzové sochy víly Meluzíny, která zdobila nádrž. Na začátku 19. století byly na Rynku postaveny v každém rohu náměstí čtyři nové kašny. Při stavbě dvou z nich (nyní „Neptun“ a „Diana“) byly použity již zmíněné dřívější nádrže. Každá kašna má tvar osmiboké mísy, která stojí na dlažbě provedené ve tvaru hvězdy z červených a černých dlažebních kostek. Ve středu mísy je socha postavy ze starověké mytologie: mořský bůh Neptun, u jehož nohou je delfín, jeho manželky Amfitríte, také s delfínem, lovecké bohyně Diany se dvěma psy a mezi těmito nesmrtelnými bohy je hrdina Adonis se psem a jím zabitým kancem. Přesné datum zhotovení soch není známo. Dokumenty poprvé zmiňují rok 1815. Podle lvovského etnografa Jurije Birjulova, mohly být vytvořeny v letech 1810 až 1814 u příležitosti oslav návštěvy císaře Františka I. ve Lvově. Autorem soch byl slavný sochař Hartmann Witwer. Fontány nejsou fontánami v doslovném smyslu slova - jsou to vlastně nádrže (kašny). Voda z nich netryská, ale vytéká ve dvou proudech. Mísy fontán byly naplněny vodou a obchodníci, kteří obchodovali na zdejším trhu, zde umývali zeleninu a osvěžovali ovoce. V roce 1914 zde kozáci napájeli své koně. Vzhledem k projevům vandalismu na začátku 21. století, se v roce 2007 městská rada ve Lvově rozhodla umístit po obvodu náměstí bezpečnostní kamery.

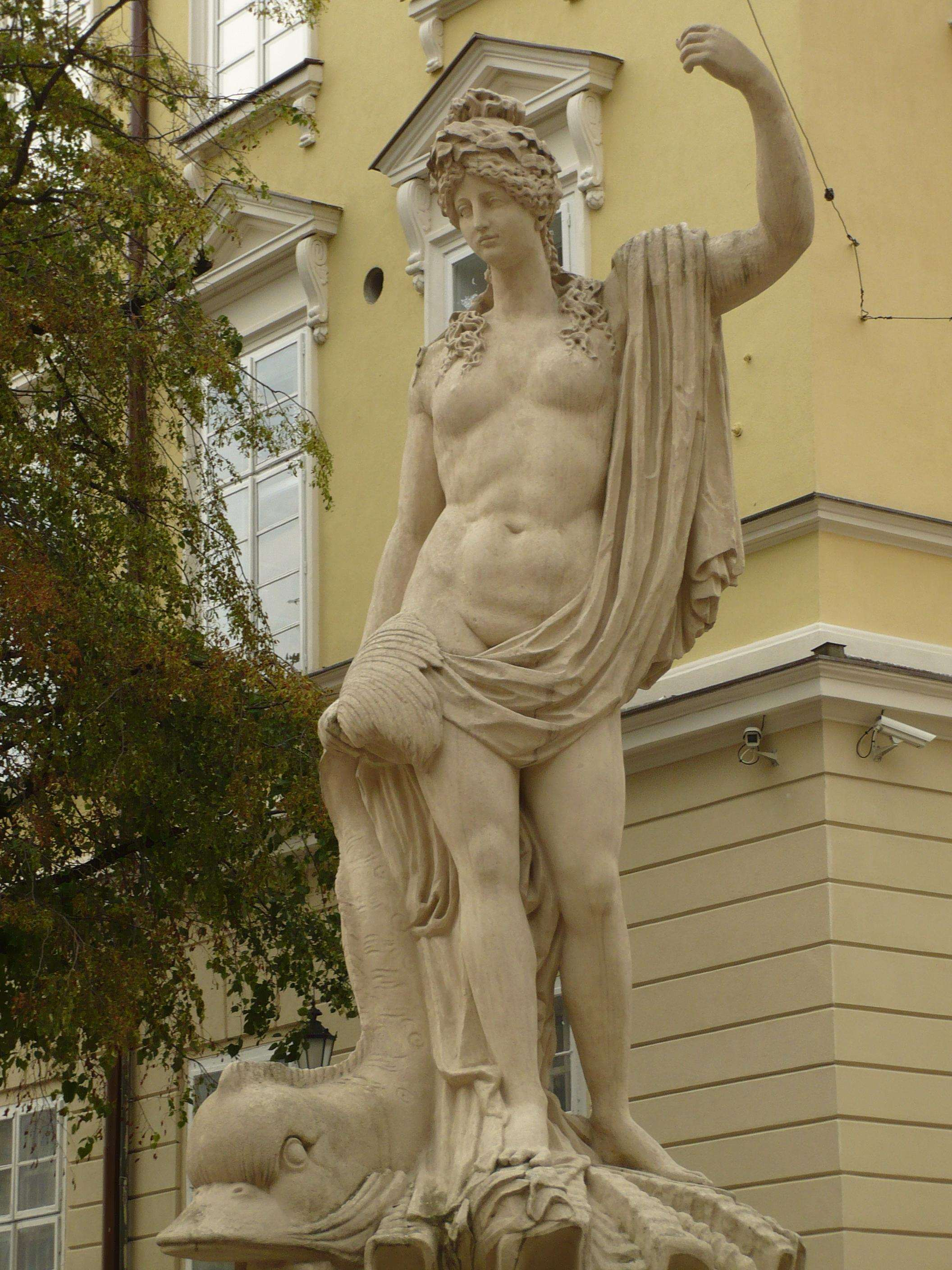
Fontána Amfitríta
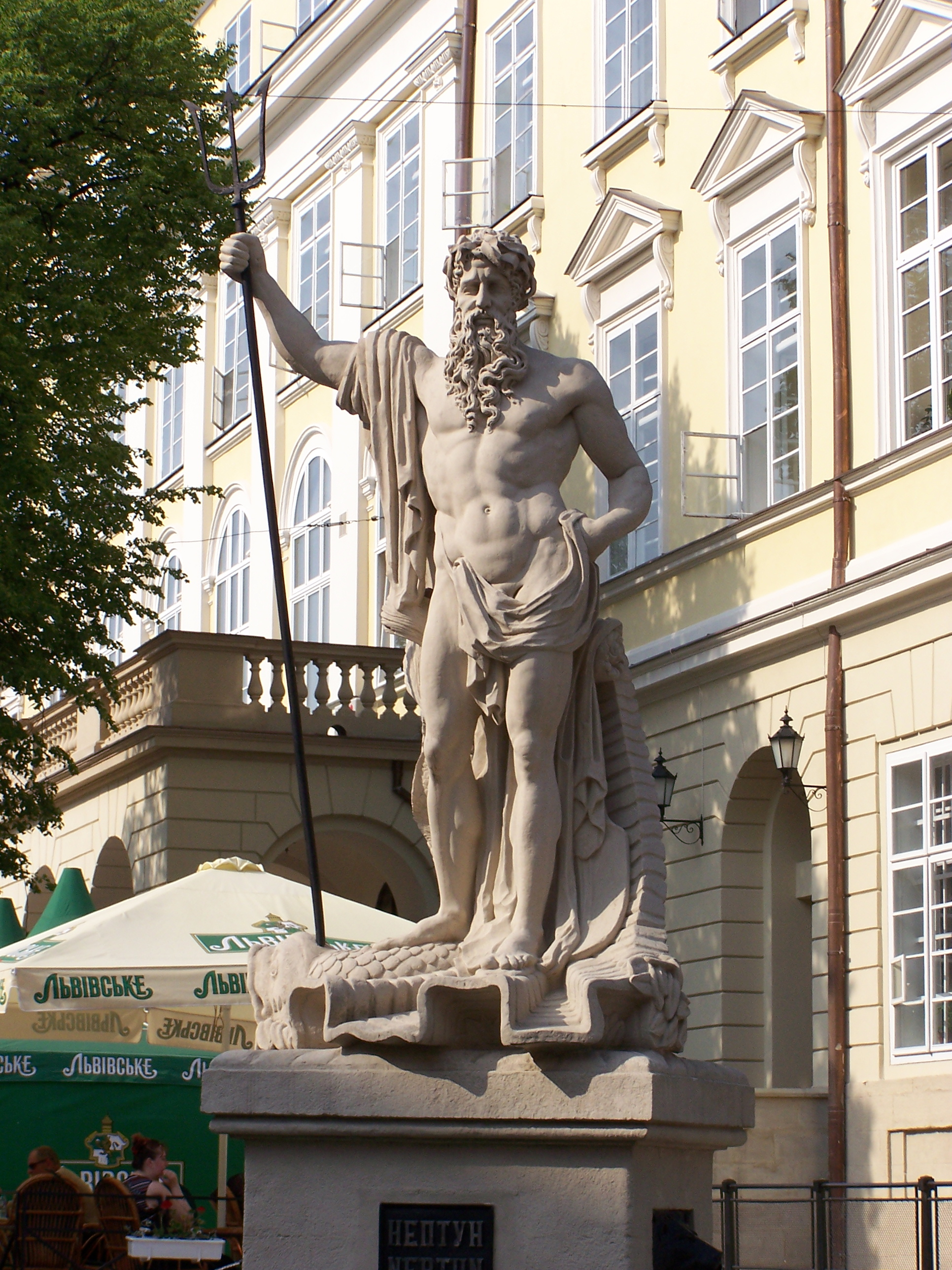
Fontána Neptun
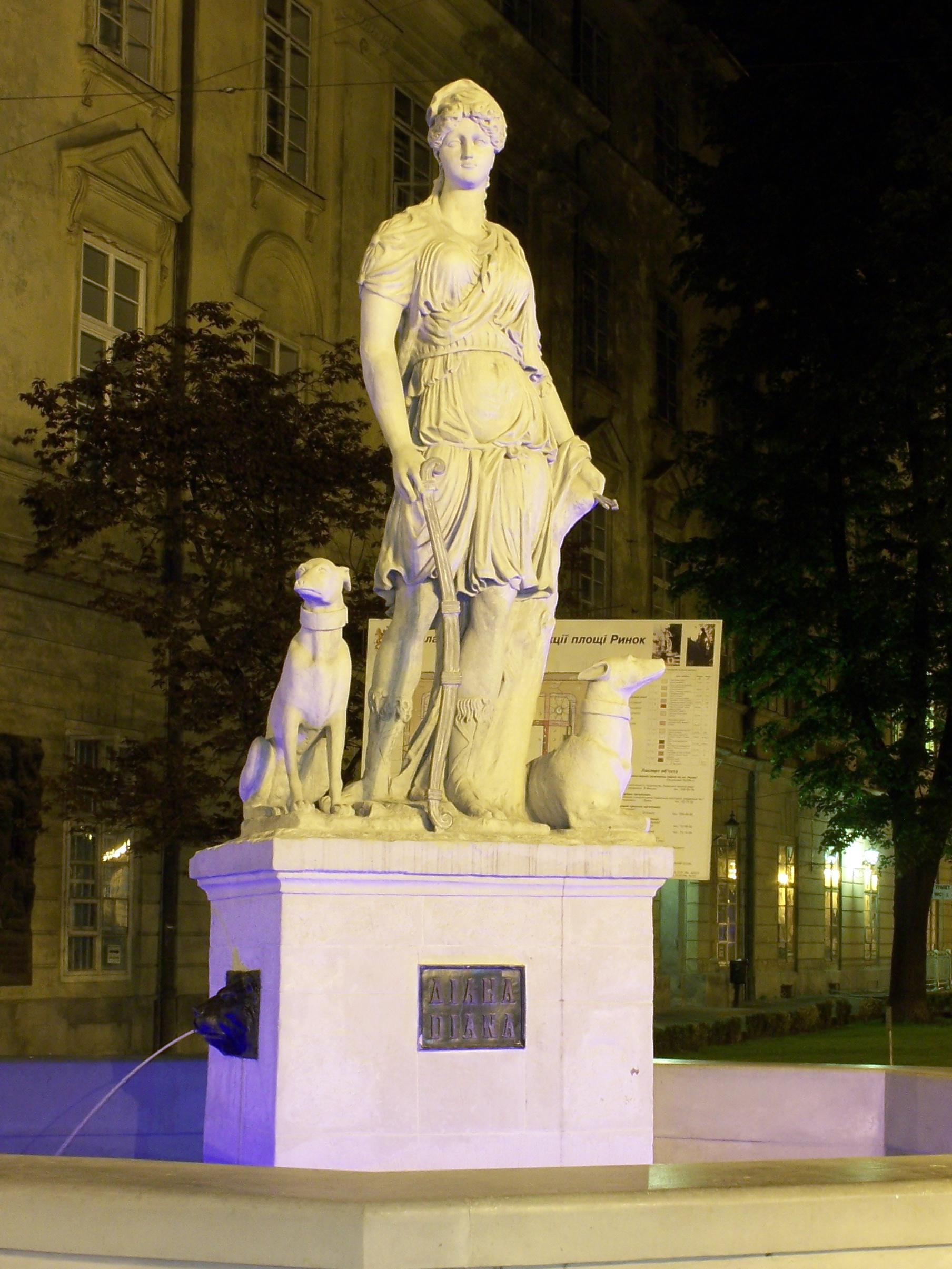
Fontána Diana
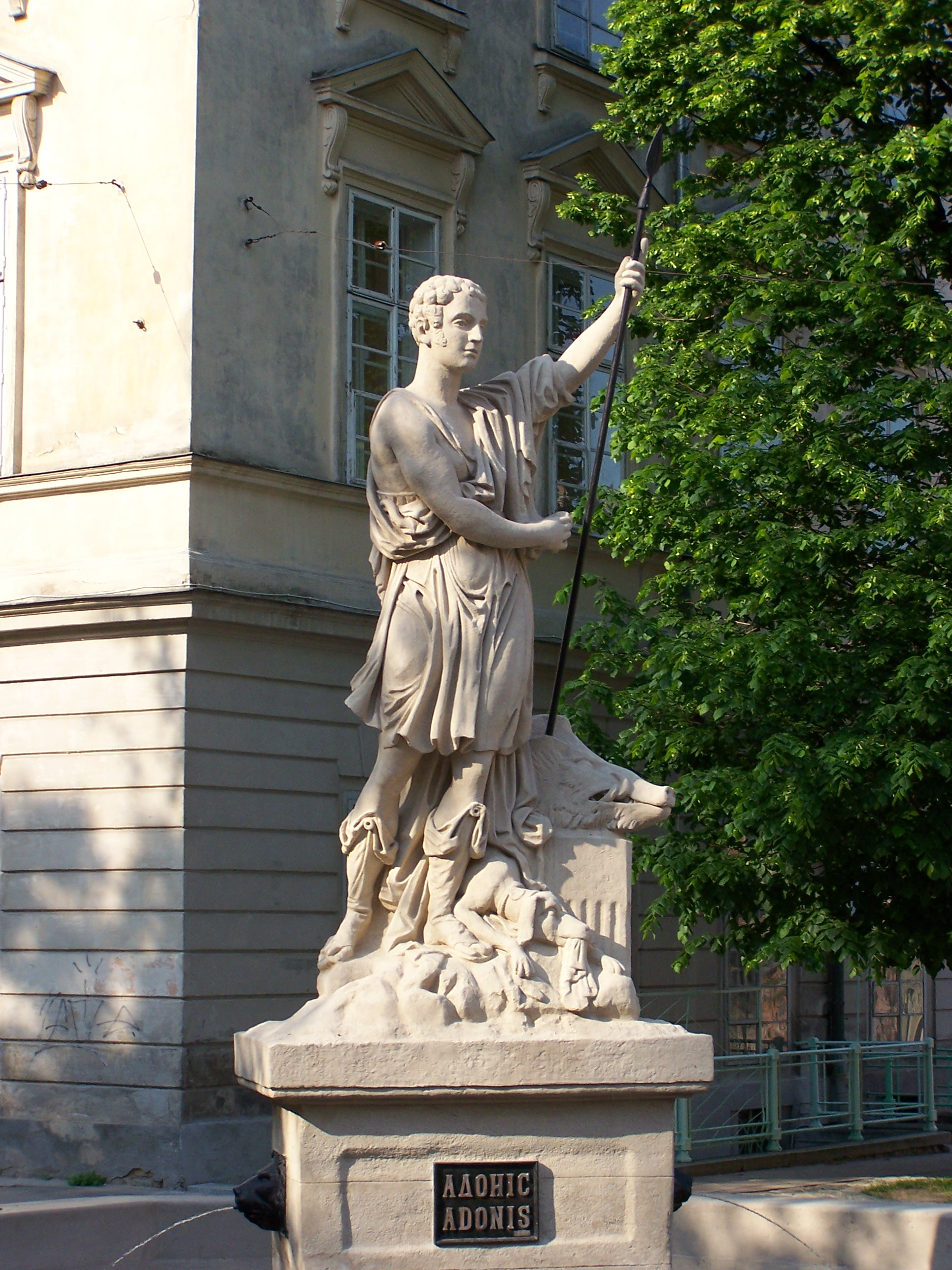
Fontána Adonis

## Doprava a pěší zóna
Již v roce 1895 vedla přes Rynok trať elektrické tramvaje. Od roku 2015 procházejí náměstím tramvajové trasy č. 1, 2, 9, 10, ale na náměstí je pouze jedna tramvajová zastávka ve směru na Ruskou ulici. Zároveň tramvaj č. 9 nezastavuje na náměstí Rynok. Tramvaj je jediným druhem dopravy, který má právo náměstím projíždět. Spolu s přilehlými ulicemi má Rynok status pěší zóny, do které má zákaz vjezdu jakákoli doprava, kromě speciální. Vjezd je omezen pohyblivými sloupky, zapuštěnými do vozovky.